# Дискографія Адріано Челентано
Адріано Челентано є одним із найуспішніших співаків в Італії, за всю свою кар'єру виконав близько 300 пісень і записав більше сорока студійних альбомів. Загальний тираж проданих за всю кар'єру платівок співака склав близько 150 мільйонів. Перші сингли Челентано вийшли у 1958 році, а перші альбоми у 1960 році. Також випускалися збірники. Починаючи з 1990-х років знімалися відеокліпи співака.

## Сингли за роками

### 1950-ті
| Рік  | Назва синглу              | Чарт    | Чарт      | Чарт      | Чарт   | Чарт    |
| Рік  | Назва синглу              | Франція | Швейцарія | Німеччина | Італія | Австрія |
| ---- | ------------------------- | ------- | --------- | --------- | ------ | ------- |
| 1958 | Rip It Up                 | —       | —         | —         | —      | —       |
| 1958 | Jailhouse Rock            | —       | —         | —         | —      | —       |
| 1958 | Blueberry Hill            | —       | —         | —         | —      | —       |
| 1958 | Tutti frutti              | —       | —         | —         | —      | —       |
| 1958 | Man Smart                 | —       | —         | —         | —      | —       |
| 1958 | I Love You Baby           | —       | —         | —         | —      | —       |
| 1958 | Tell Me That You Love Me  | —       | —         | —         | —      | —       |
| 1958 | The Stroll                | —       | —         | —         | —      | —       |
| 1958 | Happy Days Are Here Again | —       | —         | —         | —      | —       |
| 1958 | Buonasera signorina       | —       | —         | —         | —      | —       |
| 1958 | Hoola Hop Rock            | —       | —         | —         | —      | —       |

| Рік  | Назва синглу                | Чарт    | Чарт      | Чарт      | Чарт   | Чарт    |
| Рік  | Назва синглу                | Франція | Швейцарія | Німеччина | Італія | Австрія |
| ---- | --------------------------- | ------- | --------- | --------- | ------ | ------- |
| 1958 | La febbre dell'hoola hop    | —       | —         | —         | —      | —       |
| 1959 | Ciao ti dirò                | —       | —         | —         | —      | —       |
| 1959 | Un'ora con te               | —       | —         | —         | —      | —       |
| 1959 | Nessuno crederà             | —       | —         | —         | —      | —       |
| 1959 | I ragazzi del juke-box      | —       | —         | —         | —      | —       |
| 1959 | Desidero te                 | —       | —         | —         | —      | —       |
| 1959 | Pronto pronto               | —       | —         | —         | —      | —       |
| 1959 | Idaho                       | —       | —         | —         | —      | —       |
| 1959 | Il Tuo bacio è come un rock | —       | —         | —         | 1      | —       |
| 1959 | Il Ribelle                  | —       | —         | —         | 10     | —       |
| 1959 | Teddy girl                  | —       | —         | —         | 12     | —       |

### 1960-ті
| Рік  | Назва синглу              | Чарт    | Чарт      | Чарт      | Чарт   | Чарт    |
| Рік  | Назва синглу              | Франція | Швейцарія | Німеччина | Італія | Австрія |
| ---- | ------------------------- | ------- | --------- | --------- | ------ | ------- |
| 1960 | Nikita Rock               | —       | —         | —         | —      | —       |
| 1960 | Blue Jeans Rock           | —       | —         | —         | —      | —       |
| 1960 | Rock matto                | —       | —         | —         | —      | —       |
| 1960 | Crazy Rock                | —       | —         | —         | —      | —       |
| 1960 | Personality               | —       | —         | —         | —      | —       |
| 1960 | Il mondo gira             | —       | —         | —         | —      | —       |
| 1960 | Così no                   | —       | —         | —         | —      | —       |
| 1960 | La gatta che scotta       | —       | —         | —         | —      | —       |
| 1960 | Ritorna lo shimmy         | —       | —         | —         | —      | —       |
| 1960 | A cosa serve soffrire     | —       | —         | —         | —      | —       |
| 1960 | Giarrettiera rossa        | —       | —         | —         | —      | —       |
| 1960 | Che dritta!               | —       | —         | —         | —      | —       |
| 1960 | Furore                    | —       | —         | —         | —      | —       |
| 1960 | Movimento di rock         | —       | —         | —         | —      | —       |
| 1960 | Impazzivo per te          | —       | —         | —         | 3      | —       |
| 1960 | Piccola                   | —       | —         | —         | 7      | —       |
| 1960 | Pitagora                  | —       | —         | —         | 8      | —       |
| 1961 | Aulì-ulè                  | —       | —         | —         | —      | —       |
| 1961 | Basta                     | —       | —         | —         | —      | —       |
| 1961 | Gilly                     | —       | —         | —         | —      | —       |
| 1961 | Coccolona                 | —       | —         | —         | —      | —       |
| 1961 | Non essere timida         | —       | —         | —         | —      | —       |
| 1961 | 24000 Baci                | 20      | —         | —         | 1      | —       |
| 1961 | Nata per me               | —       | —         | —         | 1      | —       |
| 1961 | Non esiste l'amor         | —       | —         | —         | 2      | —       |
| 1962 | Forse forse               | —       | —         | —         | —      | —       |
| 1962 | Ciao amore                | —       | —         | —         | 11     | —       |
| 1962 | Veleno                    | —       | —         | —         | —      | —       |
| 1962 | Amami e baciami           | —       | —         | —         | —      | —       |
| 1962 | Pasticcio in Paradiso     | —       | —         | —         | —      | —       |
| 1962 | Stai Lontana Da Me        | —       | —         | 45        | 1      | —       |
| 1962 | Preghero                  | 47      | —         | —         | 1      | —       |
| 1962 | Si è spento il sole       | —       | —         | —         | 1      | —       |
| 1962 | Peppermint twist          | —       | —         | —         | 4      | —       |
| 1962 | Sei rimasta sola          | —       | —         | —         | 5      | —       |
| 1962 | La Mezza luna             | —       | —         | —         | 10     | —       |
| 1963 | Un sole caldo caldo caldo | —       | —         | —         | —      | —       |
| 1963 | Serafino campanaro        | —       | —         | —         | —      | —       |
| 1963 | Ehi stella                | —       | —         | —         | —      | —       |
| 1963 | Le notti lunghe           | —       | —         | —         | —      | —       |
| 1963 | Il Tangaccio              | —       | —         | —         | 1      | —       |
| 1963 | Sabato triste             | —       | —         | —         | 1      | —       |

| Рік  | Назва синглу                  | Чарт    | Чарт      | Чарт      | Чарт   | Чарт    |
| Рік  | Назва синглу                  | Франція | Швейцарія | Німеччина | Італія | Австрія |
| ---- | ----------------------------- | ------- | --------- | --------- | ------ | ------- |
| 1963 | A New Orleans                 | —       | —         | —         | 5      | —       |
| 1963 | Grazie prego scusi            | —       | —         | —         | 5      | —       |
| 1964 | Una notte vicino al mare      | —       | —         | —         | —      | —       |
| 1964 | Hello Mary Lou                | —       | —         | —         | —      | —       |
| 1964 | Non piangerò                  | —       | —         | —         | —      | —       |
| 1964 | È inutile davvero             | —       | —         | —         | —      | —       |
| 1964 | Non mi dir                    | —       | —         | —         | 6      | —       |
| 1964 | Il problema piu' importante   | —       | —         | —         | 2      | —       |
| 1964 | Bambini miei                  | —       | —         | —         | 3      | —       |
| 1964 | Eh! Già… (lasciami entrar)    | —       | —         | —         | 4      | —       |
| 1964 | Ciao ragazzi                  | —       | —         | —         | 4      | —       |
| 1964 | L'Angelo custode              | —       | —         | —         | 17     | —       |
| 1965 | Chi ce l'ha con me            | —       | —         | —         | —      | —       |
| 1965 | Due tipi come noi             | —       | —         | —         | —      | —       |
| 1965 | Ringo                         | —       | —         | —         | —      | —       |
| 1965 | La Festa                      | —       | —         | —         | 1      | —       |
| 1965 | E voi ballate                 | —       | —         | —         | 3      | —       |
| 1965 | Sono un simpatico             | —       | —         | —         | 16     | —       |
| 1966 | Il ragazzo della via Gluck    | —       | —         | —         | 2      | —       |
| 1966 | Chi era lui                   | —       | —         | —         | —      | —       |
| 1966 | Mondo in mi 7º                | —       | —         | —         | —      | —       |
| 1966 | Una festa sui prati           | —       | —         | 10        | —      | 10      |
| 1966 | Proprio lei                   | —       | —         | —         | —      | —       |
| 1967 | La Coppia più bella del mondo | —       | —         | —         | 1      | —       |
| 1967 | Tre passi avanti              | —       | —         | —         | 2      | —       |
| 1967 | Torno sui miei passi          | —       | —         | —         | 7      | —       |
| 1967 | Eravamo in 100.000            | —       | —         | —         | —      | 1       |
| 1967 | 30 donne nel west             | —       | —         | —         | —      | —       |
| 1967 | Più forte che puoi            | —       | —         | —         | —      | —       |
| 1968 | Azzurro                       | —       | —         | 6         | 1      | 1       |
| 1968 | Canzone                       | —       | —         | —         | 3      | —       |
| 1968 | Un bimbo sul leone            | —       | —         | —         | —      | —       |
| 1968 | Una carezza in un pugno       | —       | —         | —         | —      | —       |
| 1968 | L'attore                      | —       | —         | —         | 8      | —       |
| 1968 | La tana del re                | —       | —         | —         | —      | —       |
| 1969 | Napoleone Il Cow Boy E Lo Zar | —       | —         | —         | —      | —       |
| 1969 | La storia di Serafino         | —       | —         | —         | 3      | 20      |
| 1969 | La pelle                      | —       | —         | —         | —      | —       |
| 1969 | Straordinariamente            | —       | —         | —         | —      | —       |
| 1969 | L'uomo nasce nudo             | —       | —         | —         | —      | —       |
| 1969 | Storia d'amore                | —       | —         | —         | 1      | —       |
| 1969 | Lirica d'inverno              | —       | —         | —         | 8      | —       |

### 1970-ті
| Рік  | Назва синглу                     | Чарт    | Чарт      | Чарт      | Чарт   | Чарт    |
| Рік  | Назва синглу                     | Франція | Швейцарія | Німеччина | Італія | Австрія |
| ---- | -------------------------------- | ------- | --------- | --------- | ------ | ------- |
| 1970 | Chi non lavora non fa l'amore    | —       | —         | —         | 8      | 8       |
| 1970 | Due nemici innamorati            | —       | —         | —         | —      | —       |
| 1970 | Viola                            | —       | —         | —         | 4      | 12      |
| 1970 | Se sapevo non crescevo           | —       | —         | —         | —      | —       |
| 1970 | Ea                               | —       | —         | —         | —      | —       |
| 1970 | Il forestiero                    | —       | —         | —         | —      | —       |
| 1970 | Addormentarmi Cosi               | —       | —         | —         | —      | —       |
| 1971 | Brutta                           | —       | —         | —         | —      | —       |
| 1971 | Una storia d'amore e di coltello | —       | —         | —         | —      | —       |
| 1971 | Sotto le lenzuola                | —       | —         | —         | —      | —       |
| 1971 | Una Storia come questa           | —       | —         | —         | 10     | —       |
| 1971 | Er Più                           | —       | —         | —         | 14     | —       |
| 1972 | Forse eri meglio di lei          | —       | —         | —         | —      | —       |
| 1972 | La ballata di Pinocchio          | —       | —         | —         | —      | —       |
| 1972 | I Will Drink the Wine            | —       | —         | —         | —      | —       |
| 1972 | Disc Jockey                      | —       | —         | —         | —      | —       |
| 1972 | Ready Teddy                      | —       | —         | —         | —      | —       |
| 1972 | Un Albero di trenta piani        | —       | —         | —         | 5      | —       |
| 1972 | Prisencolinensinainciusol        | 6       | —         | 46        | 5      | —       |
| 1973 | Quel signore del piano di sopra  | —       | —         | —         | —      | —       |
| 1973 | Only You                         | —       | —         | —         | —      | —       |
| 1973 | We're Gonna Move                 | —       | —         | —         | —      | —       |
| 1973 | Tutti Frutti                     | —       | —         | —         | —      | —       |
| 1973 | L'Unica chance                   | —       | —         | —         | 15     | —       |
| 1974 | Stringimi a te                   | —       | —         | —         | —      | —       |
| 1974 | Bellissima                       | —       | —         | —         | 2      | —       |
| 1975 | Yuppi du                         | —       | —         | —         | 3      | —       |
| 1975 | Un'Altra volta chiudi la porta   | —       | —         | —         | 11     | —       |
| 1975 | Do dap                           | —       | —         | —         | —      | —       |

| Рік  | Назва синглу                  | Чарт    | Чарт      | Чарт      | Чарт   | Чарт    |
| Рік  | Назва синглу                  | Франція | Швейцарія | Німеччина | Італія | Австрія |
| ---- | ----------------------------- | ------- | --------- | --------- | ------ | ------- |
| 1975 | La ballata                    | —       | —         | —         | —      | —       |
| 1976 | Svalutation                   | 4       | 4         | —         | 4      | —       |
| 1976 | La barca                      | —       | —         | —         | —      | —       |
| 1976 | I Want To Know                | 13      | —         | —         | —      | —       |
| 1976 | Uomo Macchina                 | —       | —         | —         | —      | —       |
| 1977 | When love                     | —       | —         | —         | 11     | —       |
| 1977 | A Woman in Love               | 17      | —         | —         | 4      | —       |
| 1977 | Rock Around the Clock         | —       | —         | —         | —      | —       |
| 1977 | Somebody Save Me              | 36      | —         | —         | —      | —       |
| 1977 | Mondo In Mi 7                 | —       | —         | —         | —      | —       |
| 1977 | Yes, I Do                     | —       | —         | —         | —      | —       |
| 1977 | Kiss Me Goodbye               | —       | —         | —         | —      | —       |
| 1977 | You Can Be Happy              | —       | —         | —         | —      | —       |
| 1977 | Don't Play That Song          | 1       | 10        | —         | —      | 7       |
| 1978 | La Moglie, L'Amante, L'Amica  | —       | —         | —         | —      | —       |
| 1978 | Lascero                       | —       | —         | —         | —      | —       |
| 1978 | Vetrina                       | —       | —         | —         | —      | —       |
| 1978 | Che Donna                     | —       | —         | —         | —      | —       |
| 1978 | Ti Avro                       | 38      | —         | —         | 1      | —       |
| 1978 | Geppo                         | 65      | —         | —         | —      | —       |
| 1978 | Che Cosa Ti Farei             | —       | —         | —         | —      | —       |
| 1978 | Hello America                 | —       | —         | —         | —      | —       |
| 1978 | (Please) Stay A Little Longer | —       | —         | —         | —      | —       |
| 1978 | Sei Proprio Tu                | —       | —         | —         | —      | —       |
| 1979 | Soli                          | —       | —         | —         | 1      | —       |
| 1979 | Io e te                       | —       | —         | —         | —      | —       |
| 1979 | Amore No                      | —       | —         | —         | —      | —       |
| 1979 | Stivali E Colbaco             | —       | —         | —         | —      | —       |
| 1979 | People                        | —       | —         | —         | —      | —       |

### 1980-ті
| Рік  | Назва синглу                  | Чарт    | Чарт      | Чарт      | Чарт   | Чарт    |
| Рік  | Назва синглу                  | Франція | Швейцарія | Німеччина | Італія | Австрія |
| ---- | ----------------------------- | ------- | --------- | --------- | ------ | ------- |
| 1980 | Innamorata, incavolata a vita | —       | 10        | —         | 18     | —       |
| 1980 | Qua la mano                   | —       | —         | —         | —      | —       |
| 1980 | Gocce d'acqua                 | —       | —         | —         | —      | —       |
| 1980 | Il Tempo Se Ne Va             | —       | 2         | —         | 2      | —       |
| 1980 | Non Se Ne Parla Nemmeno       | —       | —         | —         | —      | —       |
| 1980 | Un Po' Artista Un Po' No      | —       | —         | —         | —      | —       |
| 1980 | Se Non E'Amore                | —       | —         | —         | —      | —       |
| 1980 | Una Parola Non Ci Scappa Mai  | —       | —         | —         | —      | —       |
| 1980 | Manifesto                     | —       | —         | —         | —      | —       |
| 1980 | L'Orologio                    | —       | —         | —         | —      | —       |
| 1981 | L'Artigiano                   | —       | —         | —         | 7      | —       |
| 1981 | Mi Fanno Ridere               | —       | —         | —         | —      | —       |
| 1981 | Deus                          | —       | —         | —         | —      | —       |
| 1981 | L'estate è già qua            | —       | —         | —         | —      | —       |
| 1981 | Crazy movie                   | —       | —         | —         | —      | —       |
| 1981 | Quando                        | —       | —         | —         | —      | —       |
| 1982 | Uh… Uh…                       | —       | —         | —         | 11     | —       |
| 1982 | Giornata nein                 | —       | —         | —         | —      | —       |
| 1982 | Jungla Di Citta               | —       | —         | —         | —      | —       |
| 1982 | Niente Di Nuovo               | —       | —         | —         | —      | —       |
| 1982 | La donna di un re             | —       | —         | —         | —      | —       |
| 1982 | Roma che fa…te innamora       | —       | —         | —         | —      | —       |
| 1982 | Uel mae sae                   | —       | —         | —         | —      | —       |
| 1982 | We're Gonna Move              | —       | —         | —         | —      | —       |
| 1983 | Conto Su Di Te                | —       | —         | —         | —      | —       |

| Рік  | Назва синглу        | Чарт    | Чарт      | Чарт      | Чарт   | Чарт    |
| Рік  | Назва синглу        | Франція | Швейцарія | Німеччина | Італія | Австрія |
| ---- | ------------------- | ------- | --------- | --------- | ------ | ------- |
| 1983 | Uomo                | —       | —         | —         | —      | —       |
| 1983 | Atmosfera           | —       | —         | —         | —      | —       |
| 1983 | Prima Pagina        | —       | —         | —         | —      | —       |
| 1983 | Sound Di Verità     | —       | —         | —         | —      | —       |
| 1983 | Dipenderà Da Te     | —       | —         | —         | —      | —       |
| 1984 | Susanna             | —       | —         | —         | —      | —       |
| 1984 | Il Cantante Folle   | —       | —         | —         | —      | —       |
| 1984 | Il Contadino        | —       | —         | —         | —      | —       |
| 1985 | Fumo Negli Occhi    | —       | —         | —         | —      | —       |
| 1985 | L'Uomo Perfetto     | —       | —         | —         | —      | —       |
| 1985 | Lunedi              | —       | —         | —         | —      | —       |
| 1985 | Il Tempio           | —       | —         | —         | —      | —       |
| 1985 | La prima stella     | —       | —         | —         | —      | —       |
| 1985 | Mistero             | —       | —         | —         | —      | —       |
| 1986 | Splendida E Nuda    | —       | —         | —         | —      | —       |
| 1986 | Veronica Verrai     | —       | —         | —         | —      | —       |
| 1986 | Gelosia             | —       | —         | —         | —      | —       |
| 1986 | Segurio' Chi Mi Ama | —       | —         | —         | —      | —       |
| 1987 | L'Ultimo Gigante    | —       | —         | —         | —      | —       |
| 1987 | Mi Attrai           | —       | —         | —         | —      | —       |
| 1987 | È ancora sabato     | —       | —         | —         | —      | —       |
| 1987 | Dolce Rompi         | —       | —         | —         | —      | —       |
| 1987 | Mi Attrai           | —       | —         | —         | —      | —       |
| 1987 | La Luce Del Sole    | —       | —         | —         | —      | —       |

### 1990-ті
| Рік  | Назва синглу                          | Чарт    | Чарт      | Чарт      | Чарт   | Чарт    |
| Рік  | Назва синглу                          | Франція | Швейцарія | Німеччина | Італія | Австрія |
| ---- | ------------------------------------- | ------- | --------- | --------- | ------ | ------- |
| 1991 | Fuoco                                 | —       | —         | —         | —      | —       |
| 1991 | Cammino                               | —       | —         | —         | —      | —       |
| 1991 | L'Uomo Di Bagdad, Il Cow Boy E Lo Zar | —       | —         | —         | —      | —       |
| 1991 | La Terza Guerra Mondiale              | —       | —         | —         | —      | —       |
| 1991 | Letto Di Foglie                       | —       | —         | —         | —      | —       |
| 1991 | Il Re Degli Ignoranti                 | —       | —         | —         | —      | —       |
| 1994 | Attraverso Me                         | —       | —         | —         | —      | —       |
| 1994 | Uh… Uh… (ремікс)                      | —       | —         | —         | —      | —       |
| 1996 | Cosi come sei                         | —       | —         | 83        | —      | —       |

| Рік  | Назва синглу           | Чарт    | Чарт      | Чарт      | Чарт   | Чарт    |
| Рік  | Назва синглу           | Франція | Швейцарія | Німеччина | Італія | Австрія |
| ---- | ---------------------- | ------- | --------- | --------- | ------ | ------- |
| 1996 | Arrivano gli uomini    | —       | —         | —         | —      | —       |
| 1996 | Ti Lascio Vivere       | —       | —         | —         | —      | —       |
| 1996 | Scusami                | —       | —         | —         | —      | —       |
| 1998 | Brivido Felino         | —       | —         | —         | —      | —       |
| 1999 | Gelosia                | —       | —         | —         | —      | —       |
| 1999 | L'emozione non ha voce | —       | —         | —         | —      | —       |
| 1999 | L'arcobaleno           | —       | —         | —         | —      | —       |
| 1999 | Senza amore            | —       | —         | —         | —      | —       |
| 1999 | Le pesche d'inverno    | —       | —         | —         | —      | —       |

### 2000-ні
| Рік  | Назва синглу                   | Чарт    | Чарт      | Чарт      | Чарт   | Чарт    |
| Рік  | Назва синглу                   | Франція | Швейцарія | Німеччина | Італія | Австрія |
| ---- | ------------------------------ | ------- | --------- | --------- | ------ | ------- |
| 2000 | Lago Rosso                     | —       | —         | —         | —      | —       |
| 2000 | Tir                            | —       | —         | —         | —      | —       |
| 2000 | Quello Che Non Ti Ho Detto Mai | —       | —         | —         | —      | —       |
| 2000 | Per Averti                     | —       | —         | —         | —      | —       |
| 2000 | Apri Il Cuore                  | —       | —         | —         | —      | —       |
| 2002 | Confessa                       | —       | —         | —         | —      | —       |
| 2002 | Per sempre                     | —       | —         | —         | —      | —       |
| 2002 | Più di un sogno                | —       | —         | —         | —      | —       |
| 2003 | Mi fa male                     | —       | —         | —         | —      | —       |
| 2004 | C’è sempre un motivo           | —       | —         | —         | —      | —       |
| 2004 | Marì Marì                      | —       | —         | —         | —      | —       |

| Рік  | Назва синглу           | Чарт    | Чарт      | Чарт      | Чарт   | Чарт    |
| Рік  | Назва синглу           | Франція | Швейцарія | Німеччина | Італія | Австрія |
| ---- | ---------------------- | ------- | --------- | --------- | ------ | ------- |
| 2005 | Ancora vivo            | —       | —         | —         | —      | —       |
| 2005 | Valeva la pena         | —       | —         | —         | —      | —       |
| 2005 | L'indiano              | —       | —         | —         | 10     | —       |
| 2006 | Oh Diana               | —       | —         | —         | —      | —       |
| 2007 | Hai bucato la mia vita | —       | —         | —         | 11     | —       |
| 2008 | Dormi amore            | —       | —         | —         | 41     | —       |
| 2008 | Aria… non sei più tu   | —       | —         | —         | —      | —       |
| 2008 | Fiori                  | —       | —         | —         | —      | —       |
| 2008 | Sognando Chernobyl     | —       | —         | —         | —      | —       |
| 2008 | La cura                | —       | —         | —         | —      | —       |

### 2010-ті
| Рік  | Назва синглу               | Чарт    | Чарт      | Чарт      | Чарт   | Чарт    |
| Рік  | Назва синглу               | Франція | Швейцарія | Німеччина | Італія | Австрія |
| ---- | -------------------------- | ------- | --------- | --------- | ------ | ------- |
| 2011 | Non ti accorgevi di me     | —       | —         | —         | 25     | —       |
| 2011 | Non so più cosa fare       | —       | —         | —         | 25     | —       |
| 2012 | Ti penso e cambia il mondo | —       | —         | —         | 9      | —       |
| 2012 | Anna parte                 | —       | —         | —         | —      | —       |
| 2012 | La cumbia di chi cambia    | —       | —         | —         | 49     | —       |
| 2012 | La tempesta                | —       | —         | —         | —      | —       |
| 2013 | Ti fai del male            | —       | —         | —         | —      | —       |

| Рік  | Назва синглу                     | Чарт    | Чарт      | Чарт      | Чарт   | Чарт    |
| Рік  | Назва синглу                     | Франція | Швейцарія | Німеччина | Італія | Австрія |
| ---- | -------------------------------- | ------- | --------- | --------- | ------ | ------- |
| 2013 | Io non ricordo da quel giorno tu | —       | —         | —         | —      | —       |
| 2013 | Mai nella vita                   | —       | —         | —         | —      | —       |
| 2016 | Amami Amami                      | —       | —         | —         | —      | —       |
| 2017 | A un passo da te                 | —       | —         | —         | —      | —       |
| 2017 | Ma che ci faccio qui             | —       | —         | —         | —      | —       |
| 2017 | Eva                              | —       | —         | —         | —      | —       |

### 2020-ті
| Рік  | Назва синглу          | Чарт    | Чарт      | Чарт      | Чарт   | Чарт    |
| Рік  | Назва синглу          | Франція | Швейцарія | Німеччина | Італія | Австрія |
| ---- | --------------------- | ------- | --------- | --------- | ------ | ------- |
| 2021 | Niente è andato perso | —       | —         | —         | —      | —       |

## Альбоми

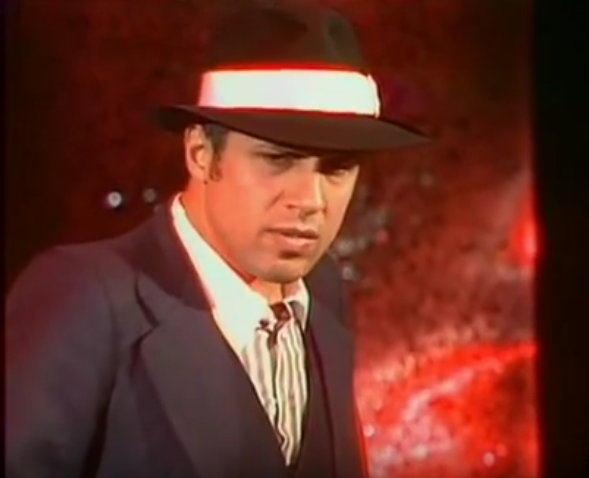
Челентано під час виконання пісні «Don't Play That Song» (1978)

| Рік               | Альбом                                                 | Чарт             | Чарт             | Чарт             | Чарт             | Тираж (Італія)   |
| Рік               | Альбом                                                 | Франція          | Швейцарія        | Австрія          | Італія           | Тираж (Італія)   |
| Студійні альбоми  | Студійні альбоми                                       | Студійні альбоми | Студійні альбоми | Студійні альбоми | Студійні альбоми | Студійні альбоми |
| ----------------- | ------------------------------------------------------ | ---------------- | ---------------- | ---------------- | ---------------- | ---------------- |
| 1960              | Adriano Celentano con Giulio Libano e la sua orchestra | —                | —                | —                | —                | —                |
| 1960              | Furore                                                 | —                | —                | —                | —                | —                |
| 1962              | Peppermint twist                                       | —                | —                | —                | —                | —                |
| 1963              | A New Orleans                                          | —                | —                | —                | —                | —                |
| 1965              | Non mi dir                                             | —                | —                | —                | —                | —                |
| 1966              | La festa                                               | —                | —                | —                | —                | —                |
| 1966              | Il ragazzo della via Gluck                             | —                | —                | —                | —                | 2.000.000        |
| 1968              | Azzurro/Una carezza in un pugno                        | —                | —                | —                | —                | 1.000.000        |
| 1968              | Adriano Rock                                           | —                | —                | —                | 10               | 1.000.000        |
| 1969              | Le robe che ha detto Adriano                           | —                | —                | —                | 14               | —                |
| 1970              | Il forestiero                                          | —                | —                | —                | 17               | 500.000          |
| 1971              | Er Piu' (Storia D'Amore E Di Coltello)                 | —                | —                | —                | —                | —                |
| 1972              | I mali del secolo                                      | —                | —                | —                | 4                | 1.000.000        |
| 1973              | Nostalrock                                             | —                | —                | —                | 16               | 1.200.000        |
| 1975              | Yuppi du                                               | —                | —                | —                | 2                | 1.000.000        |
| 1976              | Svalutation                                            | —                | —                | —                | 7                | 1.000.000        |
| 1977              | Disco dance                                            | 4                | —                | —                | 7                | 300.000          |
| 1977              | Tecadisk                                               | 24               | —                | —                | 7                | 600.000          |
| 1978              | Ti avrò                                                | 7                | —                | —                | 2                | 1.500.000        |
| 1978              | Geppo il folle                                         | —                | —                | —                | 6                | 800.000          |
| 1979              | Soli                                                   | —                | —                | —                | 2                | 1.000.000        |
| 1980              | Un po' artista un po' no                               | —                | —                | —                | 3                | 990.000          |
| 1981              | Deus                                                   | —                | —                | —                | 5                | —                |
| 1982              | Uh… uh…                                                | —                | —                | —                | 8                | —                |
| 1983              | Atmosfera                                              | —                | —                | —                | 18               | 300.000          |
| 1984              | I miei americani                                       | —                | —                | —                | 1                | 1.000.000        |
| 1985              | Joan Lui                                               | —                | —                | —                | 4                | 500.000          |
| 1986              | I miei americani 2                                     | —                | —                | —                | 4                | 500.000          |
| 1987              | La pubblica ottusità                                   | —                | —                | —                | 1                | 800.000          |
| 1991              | Il re degli ignoranti                                  | —                | —                | 37               | 3                | 500.000          |
| 1994              | Quel Punto                                             | —                | 23               | —                | 4                | 250.000          |
| 1996              | Arrivano gli uomini                                    | —                | 41               | 16               | 8                | 150.000          |
| 1998              | Mina Celentano                                         | —                | 39               | —                | 1                | 2.000.000        |
| 1999              | Io non so parlar d'amore                               | —                | 25               | —                | 1                | 2.200.000        |
| 2000              | Esco di rado e parlo ancora meno                       | —                | 18               | —                | 1                | 1.850.000        |
| 2002              | Per sempre                                             | —                | 11               | —                | 1                | 630.000          |
| 2004              | C'è sempre un motivo                                   | —                | 20               | —                | 2                | 360.000          |
| 2007              | Dormi amore, la situazione non è buona                 | —                | 21               | —                | 2                | 250.000          |
| 2011              | Facciamo finta che sia vero                            | —                | 33               | —                | 2                | 190.000          |
| 2016              | Le migliori                                            | —                | 23               | —                | 1                | 300.000          |
| 2019              | Adrian                                                 | —                | —                | —                | —                | —                |
| Концертні альбоми |                                                        |                  |                  |                  |                  |                  |
| 1979              | Me, Live!                                              | —                | —                | —                | —                | 1.000.000        |
| 2012              | Adriano Live                                           | —                | —                | —                | —                | 40.000           |

## Збірки

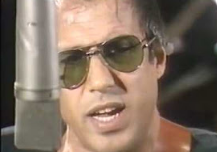
Челентано на телепередачі «Domenica in» під час презентації альбому «Uh… uh…» (1982)

LP і CD (Clan Celentano)
| Рік  | Назва синглу                                              | Чарт      | Чарт      | Чарт   | Чарт    | Тираж (Італія) |
| Рік  | Назва синглу                                              | Швейцарія | Німеччина | Італія | Австрія | Тираж (Італія) |
| ---- | --------------------------------------------------------- | --------- | --------- | ------ | ------- | -------------- |
| 1970 | Adriano Hits                                              | —         | —         | —      | —       | —              |
| 1973 | La Storia Di Un Ragazzo Chiamato Adriano Celentano        | —         | —         | —      | —       | —              |
| 1975 | Il Meglio Di Adriano Celentano                            | —         | —         | —      | —       | —              |
| 1979 | Antologia (1957—1980)                                     | —         | —         | —      | —       | —              |
| 1982 | Cinema                                                    | —         | —         | —      | —       | —              |
| 1983 | Celentano Hit Parade — Le Volte Che Adriano È Stato Primo | —         | —         | —      | —       | —              |
| 1983 | Azzurro                                                   | —         | —         | —      | —       | —              |
| 1983 | Il Tempo Se Ne Va                                         | —         | —         | —      | —       | —              |
| 1983 | Il Ragazzo Della Via Gluck                                | —         | —         | —      | —       | —              |
| 1983 | Conto Su Di Te                                            | —         | —         | —      | —       | —              |
| 1984 | Stai Lontana Da Me                                        | —         | —         | —      | —       | —              |
| 1984 | Soli                                                      | —         | —         | —      | —       | —              |
| 1984 | Il Cinema Di Adriano                                      | —         | —         | —      | —       | —              |
| 1985 | A Woman In Love                                           | —         | —         | —      | —       | —              |
| 1986 | Primo Adriano                                             | —         | —         | —      | —       | —              |
| 1987 | Antologia 1957—1987                                       | —         | —         | —      | —       | —              |
| 1987 | Una Festá Sui Prati                                       | —         | —         | —      | —       | —              |
| 1992 | Super Best                                                | —         | 55        | 9      | 12      | —              |
| 1997 | Le Origini Di Adriano Celentano                           | —         | —         | 19     | —       | —              |
| 1999 | Le Origini Di Adriano Celentano. Vol.2                    | —         | —         | 15     | —       | —              |
| 1999 | Questa E' la Storia di Uno di Noi                         | —         | —         | —      | —       | —              |
| 2001 | Il Cuore, La Voce                                         | 24        | —         | 4      | —       | —              |
| 2003 | Le Volte Che Celentano E' Stato 1                         | 35        | —         | 11     | 57      | —              |
| 2006 | Unicamente Celentano                                      | 90        | —         | 3      | —       | 600.000        |
| 2008 | L'animale                                                 | —         | —         | 7      | —       | —              |
| 2013 | …Adriano                                                  | —         | —         | 6      | —       | 25.000         |
| 2017 | Tutte le migliori                                         | —         | —         | 3      | —       | —              |
| 2021 | MinaCelentano — The Complete Recordings                   | —         | —         | —      | —       | —              |

## Перелік пісень
Пісні Адріано Челентано за італійською абеткою
| Зміст                                                                                     |
| ----------------------------------------------------------------------------------------- |
| A · B · C · D · E · F · G · H · I · J · K · L · M · N · O · P · R · S · T · U · V · W · Y |

| Назва                                    | Автор                                                                       | Рік  | Тривалість | Альбом                                                                         | Вокал                                                   |
| ---------------------------------------- | --------------------------------------------------------------------------- | ---- | ---------- | ------------------------------------------------------------------------------ | ------------------------------------------------------- |
| 24.000 baci                              | П'єро Вівареллі Лучіо Фульчі, Адріано Челентано                             | 1961 | 2:30       | A New Orleans Adriano Live                                                     | Адріано Челентано                                       |
| 30 donne del west                        | Лучано Беретта, Мікі Дель Прете, Адріано Челентано                          | 1967 | 3:20       | Azzurro/Una carezza in un pugno                                                | Адріано Челентано Клаудія Морі                          |
| Adrian                                   | Нікола Піовані                                                              | 2019 | 3:25       | Adrian                                                                         | інструментал                                            |
| A chi stai pensando?                     | Адріано Челентано, Детто Маріано                                            | 1975 | 0:20       | Yuppi du                                                                       | інструментал                                            |
| A cosa serve soffrire                    | Джан Карло Тестоні, Адріано Челентано                                       | 1960 | 2:10       | Furore                                                                         | Адріано Челентано                                       |
| A New Orleans                            | Мікі Дель Прете, Філіппо Беллобуоно, Козімо Ді Чельї, П'єро Леонарді        | 1962 | 2:20       | A New Orleans                                                                  | Адріано Челентано                                       |
| Acqua e sale                             | Джованні Донцеллі, Вінченцо Леомпорро                                       | 1998 | 4:42       | Mina Celentano                                                                 | Адріано Челентано Міна Мадзіні                          |
| Addormentarmi cosi                       | Бірі, Вітторіо Машероні                                                     | 1970 | 2:58       | Il forestiero                                                                  | Адріано Челентано                                       |
| Africa                                   | Могол, Джанні Белла, Розаріо Белла                                          | 2000 | 4:36       | Esco di rado e parlo ancora meno                                               | Адріано Челентано                                       |
| Amami e baciami                          | Мікі Дель Прете, Валеріо Ванкері, Адріано Челентано                         | 1962 | 1:58       | неальбомний сингл                                                              | Адріано Челентано                                       |
| Amami amami                              | Ріккардо Сінігалья, Ідан Райхель                                            | 2016 | 3:18       | Le migliori                                                                    | Адріано Челентано Міна Мадзіні                          |
| Amore no                                 | Крістіано Мінеллоно, Тото Кутуньйо                                          | 1979 | 4:05       | Soli                                                                           | Адріано Челентано                                       |
| Anna Magnani                             | Вінченцо Черамі, Кармен Консолі                                             | 2007 | 4:08       | Dormi amore, la situazione non è buona                                         | Адріано Челентано                                       |
| Anna parte                               | Коррадо Кастелларі, Камілло Кастелларі, Коррадо Кастелларі                  | 2011 | 3:25       | Facciamo finta che sia vero                                                    | Адріано Челентано                                       |
| Ancora vivo                              | Могол, Джанні Белла                                                         | 2004 | 4:32       | C'è sempre un motivo                                                           | Адріано Челентано                                       |
| Angel                                    | Маттео Ді Франко                                                            | 1999 | 5:09       | Io non so parlar d'amore                                                       | Адріано Челентано                                       |
| Apri il cuore                            | Могол, Кеопе, Джанні Белла, Розаріо Белла                                   | 2000 | 5:19       | Esco di rado e parlo ancora meno                                               | Адріано Челентано                                       |
| Aria… Non sei più tu                     | Лоренцо Джованотті, Даніель Вулетич                                         | 2007 | 4:28       | Dormi amore, la situazione non è buona                                         | Адріано Челентано                                       |
| Arrivano gli uomini                      | Адріано Челентано                                                           | 1996 | 6:10       | Arrivano gli uomini                                                            | Адріано Челентано                                       |
| Atmosfera                                | Адріано Челентано, Лучано Беретта, Мікі Дель Прете                          | 1983 | 4:14       | Atmosfera                                                                      | Адріано Челентано                                       |
| Attraverso me                            | Адріано Челентано, Мауріціо Фабріціо                                        | 1994 | 5:10       | Quel Punto                                                                     | Адріано Челентано                                       |
| Auli ule                                 | Лучано Беретта, Еціо Леоні                                                  | 1961 | 2:25       | A New Orleans                                                                  | Адріано Челентано                                       |
| A un passo da te                         | Фабіо Ілакуа                                                                | 2016 | 4:31       | Le migliori                                                                    | Адріано Челентано Міна Мадзіні                          |
| Azzurro                                  | Віто Паллавічіні, Паоло Конте, Мікеле Вірано                                | 1968 | 3:40       | Azzurro/Una carezza in un pugno Me, Live! Adriano Live                         | Адріано Челентано                                       |
| Azzurro (римейк)                         | Паоло Конте, Віто Паллавічіні                                               | 1977 | 1:15       | Disco dance                                                                    | Адріано Челентано                                       |
| Azzurro (ремікс)                         | Clubhouse                                                                   | 1995 | 5:44       | Alla corte del remix                                                           | Адріано Челентано                                       |
| A Woman In love (Rock around the clock)  | Френк Лоссер, Джиммі Де Найт, Макс Фрідман                                  | 1977 | 4:04       | Disco dance                                                                    | Адріано Челентано                                       |
| Balla con me                             | Адріано Челентано, Фіо Дзанотті                                             | 1996 | 7:21       | Arrivano gli uomini                                                            | Адріано Челентано                                       |
| Bambini miei                             | Адріано Челентано, Лучано Беретта, Мікі Дель Прете                          | 1964 | 2:30       | неальбомний сингл                                                              | Адріано Челентано                                       |
| Basta                                    | Даніеле Де Вера, Джероламо Лоззані                                          | 1961 | 2:10       | неальбомний сингл                                                              | Адріано Челентано                                       |
| Be bop a lula                            | Джин Вінсент, Біл «Шеріфф Текс» Девіс                                       | 1973 | 3:41       | Nostalrock                                                                     | Адріано Челентано                                       |
| Bei tempi                                | Натале Массара                                                              | 1977 | 1:08       | Disco dance                                                                    | Адріано Челентано                                       |
| Bel giovane                              | Адріано Челентано                                                           | 1983 | 5:05       | Atmosfera                                                                      | Адріано Челентано                                       |
| Bellissima                               | Адріано Челентано, Лучано Беретта, Мікі Дель Прете                          | 1974 | 3:50       | неальбомний сингл Me, Live!                                                    | Адріано Челентано                                       |
| Bianco Natale                            | Філіппо Беллобуоно, Ірвінг Берлін                                           | 1970 | 2:59       | Il forestiero                                                                  | Адріано Челентано                                       |
| Bisogna far qualcosa                     | Крістіано Мінеллоно, Лі Хезлвуд                                             | 1984 | 3:25       | I miei americani                                                               | Адріано Челентано                                       |
| Blue-jeans rock                          | Еціо Леоні, Лучіо Фульчі, П'єро Вівареллі                                   | 1960 | 2:22       | Adriano Celentano con Giulio Libano e la sua orchestra Peppermint twist        | Адріано Челентано                                       |
| Brivido felino                           | Стефано Ченчі, Паоло Аудіно                                                 | 1998 | 3:44       | Mina Celentano                                                                 | Адріано Челентано                                       |
| Brutta                                   | Лучано Беретта, Мікі Дель Прете, Джино Сантерколе                           | 1970 | 4:55       | Il forestiero                                                                  | Адріано Челентано                                       |
| Buonasera signorina                      | Карл Сігман, Пітер Де Роуз, Карл Сігман, Пітер Де Роуз                      | 1968 | 3:16       | Azzurro/Una carezza in un pugno                                                | Адріано Челентано                                       |
| Buono come il pane                       | Адріано Челентано, Лука Черсосімо                                           | 1991 | 5:44       | Il re degli ignoranti                                                          | Адріано Челентано                                       |
| C'è qualcosa che non va                  | Адріано Челентано                                                           | 1987 | 4:59       | La pubblica ottusità                                                           | Адріано Челентано                                       |
| C'è sempre un motivo                     | Карло Маццоні                                                               | 2004 | 5:27       | C'è sempre un motivo                                                           | Адріано Челентано                                       |
| Cammino                                  | Адріано Челентано                                                           | 1983 | 3:30       | Atmosfera                                                                      | Адріано Челентано                                       |
| Cammino (римейк)                         | Адріано Челентано, Лука Черсосімо                                           | 1991 | 6:16       | Il re degli ignoranti                                                          | Адріано Челентано                                       |
| Canzone                                  | Дон Бакі, Детто Маріано                                                     | 1968 | 2:40       | Azzurro/Una carezza in un pugno                                                | Адріано Челентано                                       |
| Capirai                                  | Могол, Натале Массара                                                       | 1964 | 1:55       | Non mi dir La festa                                                            | Адріано Челентано                                       |
| Cara Baby                                | Білл Хейлі, П'єр Франческо Пінджіторе, Крістіано Мінеллоно                  | 1984 | 2:43       | I miei americani                                                               | Адріано Челентано                                       |
| Cercami                                  | Енцо Граньяніелло                                                           | 1996 | 4:41       | Arrivano gli uomini                                                            | Адріано Челентано                                       |
| Che cosa ti farei                        | Крістіано Мінеллоно, Даніеле Байма Бескет                                   | 1978 | 5:34       | Geppo il folle                                                                 | Адріано Челентано                                       |
| Che donna!                               | Крістіано Мальджольї, Рональд Джексон, Даніеле Байма Бескет                 | 1978 | 6:02       | Ti avrò                                                                        | Адріано Челентано                                       |
| Che dritta!                              | Мауро Коппо, Джуліо Лібано                                                  | 1960 | 2:10       | Furore Peppermint twist                                                        | Адріано Челентано                                       |
| Che t'aggia di                           | Адріано Челентано                                                           | 1998 | 5:09       | Mina Celentano                                                                 | Адріано Челентано Міна Мадзіні                          |
| Chi ce l'ha con me                       | Мікі Дель Прете, Могол, Піно Массара                                        | 1965 | 3:20       | Non mi dir La festa Il ragazzo della via Gluck                                 | Адріано Челентано                                       |
| Chi era lui                              | Могол, Мікі Дель Прете, Паоло Конте                                         | 1966 | 2:49       | Il ragazzo della via Gluck                                                     | Адріано Челентано                                       |
| Chi non lavora non fa l'amore            | Лучано Беретта, Мікі Дель Прете, Адріано Челентано, Нандо Де Лука           | 1970 | 3:02       | неальбомний сингл                                                              | Адріано Челентано                                       |
| Ciao Amore                               | Детто Маріано, Ріккардо Беллато                                             | 1962 | 2:25       | A New Orleans                                                                  | Адріано Челентано                                       |
| Ciao ragazzi                             | Могол, Мікі Дель Прете, Адріано Челентано                                   | 1965 | 2:33       | La festa Il ragazzo della via Gluck Me, Live!                                  | Адріано Челентано                                       |
| Ciao ti dirò                             | Джанфранко Ревербері, Джорджо Калабрезе                                     | 1959 | 2:57       | неальбомний сингл                                                              | Адріано Челентано                                       |
| Coccolona                                | Ельвія Фільїуоло, Джордж Горінг                                             | 1961 | 1:50       | A New Orleans                                                                  | Адріано Челентано                                       |
| Come un diamante nascosto sulla neve     | Марко Бруні                                                                 | 2016 | 3:46       | Le migliori                                                                    | Адріано Челентано Міна Мадзіні                          |
| Come farai                               | Віто Паллавічіні, Джино Сантерколе                                          | 1968 | 2:49       | Adriano Rock                                                                   | Клаудія Морі                                            |
| Confessa                                 | Джанні Белла, Могол                                                         | 2002 | 5:10       | Per sempre                                                                     | Адріано Челентано                                       |
| Conto su di te                           | Джанкарло Бігацці                                                           | 1982 | 4:16       | Uh… uh…                                                                        | Адріано Челентано                                       |
| Cosa fai questa sera                     | Могол, Нандо Де Лука                                                        | 1970 | 2:17       | Il forestiero                                                                  | Адріано Челентано                                       |
| Cosi come sei                            | Карло Маццоні                                                               | 1996 | 4:51       | Arrivano gli uomini                                                            | Адріано Челентано                                       |
| Cosi no                                  | Віто Паллавічіні, Філіппо Ніколі                                            | 1960 | 2:04       | Peppermint twist                                                               | Адріано Челентано                                       |
| Crazy movie                              | Крістіано Мінеллоно, Артур Крудап                                           | 1981 | 2:19       | Deus                                                                           | Адріано Челентано                                       |
| Crederò                                  | Пол Анка, Бруно Паллезі, Сальваторе Де Паскуале                             | 1984 | 3:15       | I miei americani                                                               | Адріано Челентано                                       |
| Cry                                      | Черчілл Колмен                                                              | 1973 | 3:10       | Nostalrock                                                                     | Адріано Челентано                                       |
| Darian                                   | Нікола Піовані                                                              | 2019 | 2:55       | Adrian                                                                         | інструментал                                            |
| Desidero te                              | Лучано Беретта, Еціо Леоні                                                  | 1959 | 1:53       | Adriano Celentano con Giulio Libano e la sua orchestra                         | Адріано Челентано                                       |
| Deus                                     | Адріано Челентано, Пінуччіо Піраццолі                                       | 1981 | 5:41       | Deus                                                                           | Адріано Челентано                                       |
| Deus (ремікс)                            | Роберто Ферранте                                                            | 1995 | 5:11       | Alla corte del remix                                                           | Адріано Челентано                                       |
| Dimenticare e ricominciare               | Джанні Белла, Могол                                                         | 2002 | 3:45       | Per sempre                                                                     | Адріано Челентано                                       |
| Dipenderà da te                          | Джино Сантерколе, Лучано Беретта, Мікі Дель Прете                           | 1983 | 3:50       | Atmosfera                                                                      | Адріано Челентано                                       |
| Disse                                    | Адріано Челентано                                                           | 1972 | 4:21       | I mali del secolo                                                              | Адріано Челентано                                       |
| Di qua e di là del Piave                 | народна музика)                                                             | 1973 | 0:35       | Nostalrock                                                                     | хор «Coro dell'Associazione Nazionale Alpini»           |
| Do dap                                   | Клаудія Морі                                                                | 1975 | 2:57       | Yuppi du                                                                       | Джакомо Челентано Розіта Челентано Розалінда Челентано) |
| Dolce fuoco dell'amore                   | Джулія Фасоліно                                                             | 1998 | 4:39       | Mina Celentano                                                                 | Адріано Челентано Міна Мадзіні                          |
| Dolce rompi                              | Джанкарло Бігацці, Джузеппе Альбіні, Оскар Пруденте                         | 1987 | 3:57       | La pubblica ottusità                                                           | Адріано Челентано                                       |
| Dolly                                    | Адріано Челентано, Марко Ваккаро                                            | 1998 | 5:35       | Mina Celentano                                                                 | Адріано Челентано Міна Мадзіні                          |
| Don't play that song                     | Ахмед Ертеган, Бетті Нельсон                                                | 1977 | 5:10       | Disco dance                                                                    | Адріано Челентано                                       |
| Dormi amore                              | Могол, Джанні Белла                                                         | 2007 | 5:31       | Dormi amore, la situazione non è buona Adriano Live                            | Адріано Челентано                                       |
| Dove vai Jack                            | Лео К'йоссо, Персі Мейфілд                                                  | 1981 | 3:23       | Deus                                                                           | Адріано Челентано                                       |
| Due tipi come noi                        | Лучано Беретта, Мікі Дель Прете, Джино Сантерколе                           | 1965 | 2:08       | Il ragazzo della via Gluck                                                     | Адріано Челентано                                       |
| Eva                                      | Андреа Джироламо Галло, Луїджі Де Ренцо                                     | 2017 | 5:12       | неальбомний сингл                                                              | Адріано Челентано                                       |
| E voi ballate                            | Нікола Салерно, Мікі Дель Прете, Нелло Чангеротті                           | 1965 | 2:57       | Il ragazzo della via Gluck                                                     | Адріано Челентано                                       |
| E' l'amore                               | Андреа Мінгарді, Мауріціо Тіреллі                                           | 2016 | 3:39       | Le migliori                                                                    | Адріано Челентано Міна Мадзіні                          |
| E' ancora sabato                         | Джорджо Калабрезе, Пінуччіо Піраццолі, Рональд Джексон                      | 1987 | 4:23       | La pubblica ottusità                                                           | Адріано Челентано                                       |
| E' finita                                | Черчілл Колмен, Ельвія Фільїуоло, Мікі Дель Прете                           | 1986 | 3:57       | I miei americani 2                                                             | Адріано Челентано                                       |
| E' inutile davvero                       | Могол, Мікі Дель Прете, Джино Сантерколе                                    | 1964 | 3:32       | Non mi dir Il ragazzo della via Gluck                                          | Адріано Челентано                                       |
| Ea                                       | Лучано Беретта, Мікі Дель Прете, Джеймс Майкл Столлінгс                     | 1970 | 2:32       | неальбомний сингл                                                              | Адріано Челентано                                       |
| Er più                                   | Карло Рустічеллі)                                                           | 1971 | 3:12       | Er Piu' (Storia D'Amore E Di Coltello)                                         | інструментал                                            |
| Er Più                                   | Лучано Беретта, Мікі Дель Прете, Карло Рустікеллі                           | 1971 | 3:04       | Er Piu' (Storia D'Amore E Di Coltello)                                         | Адріано Челентано                                       |
| Eravamo in 100.000                       | Лучано Беретта, Мікі Дель Прете, Адріано Челентано                          | 1967 | 2:26       | Azzurro/Una carezza in un pugno                                                | Адріано Челентано                                       |
| Facciamo finta che sia vero              | Франко Баттіато, Нікола Пйовані                                             | 2011 | 3:26       | Facciamo finta che sia vero                                                    | Адріано Челентано                                       |
| Fascino                                  | Могол, Джанні Белла                                                         | 2007 | 3:54       | Dormi amore, la situazione non è buona                                         | Адріано Челентано                                       |
| Fiori                                    | Неффа                                                                       | 2007 | 3:06       | Dormi amore, la situazione non è buona                                         | Адріано Челентано                                       |
| Forse eri meglio di lei                  | Адріано Челентано                                                           | 1972 | 5:25       | I mali del secolo                                                              | Адріано Челентано                                       |
| Forse forse                              | Могол, Карло Андреоні, Джанні Маркетті                                      | 1960 | 2:05       | неальбомний сингл                                                              | Адріано Челентано                                       |
| Fresco                                   | Джино Сантерколе, Мікі Дель Прете                                           | 1987 | 3:16       | La pubblica ottusità                                                           | Адріано Челентано                                       |
| Fumo negli occhi                         | Джером Керн, Могол                                                          | 1984 | 2:52       | I miei americani                                                               | Адріано Челентано                                       |
| Fuoco                                    | Мауро Спіна, Давід Романі                                                   | 1991 | 5:32       | Il re degli ignoranti                                                          | Адріано Челентано                                       |
| Fuoco nel vento                          | Лоренцо Джованотті, Маттео Саджезе                                          | 2011 | 4:22       | Facciamo finta che sia vero                                                    | Адріано Челентано                                       |
| Furore                                   | П'єро Вівареллі, Адріано Челентано                                          | 1960 | 2:10       | Furore                                                                         | Адріано Челентано                                       |
| Gelosia                                  | Могол, Джанні Белла                                                         | 1999 | 4:31       | Io non so parlar d'amore Adriano Live                                          | Адріано Челентано                                       |
| Gelosia (Jealousy)                       | Джейкоб Гейд                                                                | 1986 | 4:20       | I miei americani 2                                                             | Адріано Челентано                                       |
| Geppo                                    | Крістіано Мінеллоно, Адріано Челентано, Тоні Міммс                          | 1978 | 9:37       | Geppo il folle                                                                 | Адріано Челентано                                       |
| Giarrettiera rossa                       | Франко Мільяччі, Берто Пізано                                               | 1960 | 2:30       | Furore                                                                         | Адріано Челентано                                       |
| Gilda                                    | Нікола Піовані                                                              | 2019 | 3:21       | Adrian                                                                         | інструментал                                            |
| Gillie                                   | Ел Пертон, П'єро Леопарді, Норрі Парамор, Тед Гілберт                       | 1973 | 2:24       | Nostalrock                                                                     | Адріано Челентано                                       |
| Giornata Nein                            | Джанкарло Бігацці                                                           | 1982 | 4:52       | Uh… uh…                                                                        | Адріано Челентано                                       |
| Grazie prego scusi                       | Могол, Мікі Дель Прете, Піно Массара                                        | 1963 | 2:07       | Non mi dir La festa                                                            | Адріано Челентано                                       |
| Guitar boogie (фрагмент 1)»              | Артур Сміт                                                                  | 1973 | 0:55       | Nostalrock                                                                     | інструментал                                            |
| Guitar boogie (фрагмент 2)»              | Артур Сміт                                                                  | 1973 | 1:00       | Nostalrock                                                                     | інструментал                                            |
| Hai bucato la mia vita                   | Могол, Джанні Белла                                                         | 2007 | 4:58       | Dormi amore, la situazione non è buona                                         | Адріано Челентано                                       |
| Happy days are here again                | Джек Йєллен, Мілтон Егер                                                    | 1958 | 1:45       | неальбомний сингл                                                              | Адріано Челентано                                       |
| Happy to be dancing with you             | Даніеле Байма Бескет, Рональд Джексон                                       | 1978 | 6:14       | Geppo il folle                                                                 | Адріано Челентано                                       |
| Hei Stella                               | Джорджо Калабрезе, Джан Франко Ревербері                                    | 1960 | 2:20       | Furore                                                                         | Адріано Челентано                                       |
| Hello America                            | Даніеле Байма Бескет, Рональд Джексон                                       | 1978 | 3:58       | Geppo il folle                                                                 | Адріано Челентано                                       |
| Hello Mary Lou                           | Джин Пітні, Джанкарло Тестоні                                               | 1964 | 2:10       | неальбомний сингл                                                              | Адріано Челентано                                       |
| Hoola Hop Rock                           | Коррадо Лояконо, Лео К'йоссо, Маттео К'йоссо                                | 1958 | 2:07       | неальбомний сингл                                                              | Адріано Челентано                                       |
| I passi che facciamo                     | Джино Де Крешенцо, Філіппе Леон                                             | 2007 | 5:37       | Dormi amore, la situazione non è buona Adrian                                  | Адріано Челентано                                       |
| I ragazzi del Jukebox                    | Енцо Бонагура, Уго Пірро, Ерос Скіоріллі                                    | 1959 | 1:58       | Furore                                                                         | Адріано Челентано                                       |
| I tuoi artigli                           | Могол, Джанні Белла                                                         | 2007 | 2:59       | Dormi amore, la situazione non è buona                                         | Адріано Челентано                                       |
| I want to know (ремікс)                  | Адріано Челентано, Лучано Беретта Джино Сантерколе                          | 2019 | 3:48       | Adrian                                                                         | Адріано Челентано                                       |
| I want to know 1                         | Адріано Челентано, Джино Сантерколе, Лучано Беретта                         | 1976 | 2:48       | Svalutation                                                                    | Адріано Челентано                                       |
| I want to know 2                         | Адріано Челентано, Джино Сантерколе, Лучано Беретта                         | 1976 | 5:21       | Svalutation                                                                    | Адріано Челентано                                       |
| I want to know 1                         | Адріано Челентано, Лучано Беретта, Джино Сантерколе                         | 1994 | 2:25       | Quel Punto Adrian                                                              | Адріано Челентано                                       |
| I want to know 2                         | Адріано Челентано, Лучано Беретта, Джино Сантерколе                         | 1994 | 6:51       | Quel Punto Adrian                                                              | Адріано Челентано                                       |
| I will drink the wine                    | Пол Райан                                                                   | 1973 | 3:32       | Nostalrock                                                                     | Адріано Челентано                                       |
| Idaho                                    | Альберто Теста, Піно Массара                                                | 1959 | 2:30       | Adriano Celentano con Giulio Libano e la sua orchestra                         | Адріано Челентано                                       |
| Il grande Sarto                          | Лучано Беретта, Мікі Дель Прете, Джино Сантерколе                           | 1968 | 3:13       | Adriano Rock                                                                   | Адріано Челентано                                       |
| Il dissanguatore                         | Нікола Піовані                                                              | 2019 | 4:57       | Adrian                                                                         | інструментал                                            |
| Il bambino col fucile                    | Франческо Габбані                                                           | 2016 | 2:44       | Le migliori                                                                    | Адріано Челентано                                       |
| Il cantante folle                        | Бак Рем, Орнелла Феррарі                                                    | 1984 | 4:04       | I miei americani                                                               | Адріано Челентано                                       |
| Il contadino                             | Девід Портер, Мікі Дель Прете                                               | 1984 | 4:08       | I miei americani                                                               | Адріано Челентано                                       |
| Il castagnaro                            | Адріано Челентано, Детто Маріано                                            | 1975 | 2:17       | Yuppi du                                                                       | інструментал                                            |
| Il figlio del dolore                     | Адріано Челентано, Мауро Спіна                                              | 2000 | 6:25       | Esco di rado e parlo ancora meno                                               | Адріано Челентано Нада                                  |
| Il finale                                | Адріано Челентано, Детто Маріано                                            | 1975 | 2:39       | Yuppi du                                                                       | інструментал                                            |
| Il filo di Arianna                       | Лучано Беретта, Мікі Дель Прете, Джино Сантерколе                           | 1968 | 2:25       | Adriano Rock                                                                   | Адріано Челентано                                       |
| Il forestiero                            | Лучано Беретта, Мікі Дель Прете, Джино Сантерколе, Нандо Де Лука            | 1970 | 3:36       | Il forestiero                                                                  | Адріано Челентано                                       |
| Il mio amico James Bond                  | Могол, Мікі Дель Прете, Джон Баррі, Дональд Блек                            | 1966 | 2:10       | Il ragazzo della via Gluck                                                     | Адріано Челентано                                       |
| Il mondo gira                            | Етторе Мінаретті, Мансуето Де Понті                                         | 1960 | 2:05       | Adriano Celentano con Giulio Libano e la sua orchestra                         | Адріано Челентано                                       |
| Il mutuo                                 | Адріано Челентано                                                           | 2011 | 6:56       | Facciamo finta che sia vero                                                    | Адріано Челентано                                       |
| Il problema più importante               | Лучано Беретта, Мікі Дель Прете, Руді Кларк                                 | 1964 | 2:32       | Non mi dir La festa Il ragazzo della via Gluck                                 | Адріано Челентано                                       |
| Il ragazzo della via Gluck               | Лучано Беретта, Мікі Дель Прете, Адріано Челентано                          | 1966 | 4:17       | Il ragazzo della via Gluck Le robe che ha detto Adriano Me, Live! Adriano Live | Адріано Челентано                                       |
| Il ragazzo della via Gluck (ремікс)      | Cappella                                                                    | 1995 | 5:46       | Alla corte del remix                                                           | Адріано Челентано                                       |
| Il re degli ignoranti                    | Адріано Челентано                                                           | 1991 | 6:02       | Il re degli ignoranti                                                          | Адріано Челентано                                       |
| Il ribelle                               | Джан Карло Тестоні, Адріано Челентано                                       | 1959 | 2:20       | Adriano Celentano con Giulio Libano e la sua orchestra Peppermint twist        | Адріано Челентано                                       |
| Il seme del rap                          | Адріано Челентано                                                           | 1994 | 4:13       | Quel Punto                                                                     | Адріано Челентано                                       |
| Il seme del rap (ремікс)                 | Скетмен Джон                                                                | 1995 | 3:52       | Alla corte del remix                                                           | Адріано Челентано                                       |
| Il sospetto                              | Фіо Дзанотті, Могол                                                         | 1999 | 4:34       | Io non so parlar d'amore                                                       | Адріано Челентано                                       |
| Il tangaccio                             | Мікі Дель Прете, Могол, Джанні Маркетті                                     | 1963 | 2:04       | неальбомний сингл                                                              | Адріано Челентано                                       |
| Il tempio                                | Адріано Челентано                                                           | 1985 | 5:43       | Joan Lui                                                                       | Адріано Челентано                                       |
| Il tempo se ne va                        | Клаудія Морі, Крістіано Мінеллоно, Тото Кутуньйо                            | 1980 | 3:48       | Un po' artista un po' no                                                       | Адріано Челентано                                       |
| Il tuo bacio è come un rock              | П'єро Вівареллі, Лучіо Фульчі, Еціо Леоні, Адріано Челентано                | 1959 | 1:59       | Adriano Celentano con Giulio Libano e la sua orchestra Peppermint twist        | Адріано Челентано                                       |
| Il valzer della taverna                  | Карло Рустікеллі                                                            | 1971 | 2:56       | Er Piu' (Storia D'Amore E Di Coltello)                                         | інструментал                                            |
| Impazzivo per te                         | Мікі Дель Прете, Адріано Челентано                                          | 1960 | 1:59       | Furore Peppermint twist                                                        | Адріано Челентано                                       |
| Innamorata incavolata a vita             | Кастеллано і Піполо, Крістіано Мінеллоно, Тото Кутуньйо                     | 1980 | 3:54       | неальбомний сингл                                                              | Адріано Челентано                                       |
| In the mood                              | Енді Разаф, Джо Гарленд                                                     | 1973 | 1:00       | Nostalrock                                                                     | інструментал                                            |
| In commedia                              | Нікола Піовані                                                              | 2019 | 4:45       | Adrian                                                                         | інструментал                                            |
| In quale vita?                           | Могол, Джанні Белла, Адріано Челентано                                      | 2004 | 4:48       | C'è sempre un motivo                                                           | Адріано Челентано                                       |
| Io e te                                  | Крістіано Мінеллоно, Джузеппе Ді Стефано, Вен Паттерсон                     | 1979 | 5:11       | Soli                                                                           | Адріано Челентано                                       |
| Io ho te                                 | Джованні Донцеллі, Вінченцо Леомпорро                                       | 1998 | 4:54       | Mina Celentano                                                                 | Адріано Челентано Міна Мадзіні                          |
| Io non volevo                            | Адріано Челентано                                                           | 1998 | 4:08       | Mina Celentano                                                                 | Адріано Челентано Міна Мадзіні                          |
| Io sono un uomo libero                   | Івано Фоссаті                                                               | 2000 | 5:46       | Esco di rado e parlo ancora meno Adriano Live                                  | Адріано Челентано                                       |
| Ja tebia liublu                          | Адріано Челентано, Мауро Спіна                                              | 1994 | 5:32       | Quel Punto                                                                     | Адріано Челентано                                       |
| Jingle bells                             | Спеккіа, Джеймс Лорд П'єрпойнт                                              | 1970 | 2:28       | Il forestiero                                                                  | Адріано Челентано                                       |
| Jungla di città                          | Джанкарло Бігацці                                                           | 1982 | 4:55       | Uh… uh…                                                                        | Адріано Челентано                                       |
| Kiss me goodbye                          | Денні Байма Бескет, Мікі Дель Прете, Рональд Джексон                        | 1977 | 5:50       | Tecadisk                                                                       | Адріано Челентано                                       |
| L'attore                                 | Лучано Беретта, Мікі Дель Прете, Адріано Челентано, Лоренцо Пілат           | 1968 | 2:59       | Adriano Rock                                                                   | Адріано Челентано                                       |
| L'affondamento                           | Адріано Челентано, Детто Маріано                                            | 1975 | 3:46       | Yuppi du                                                                       | інструментал                                            |
| L'angelo custode                         | П'єро Вівареллі, Адріано Челентано                                          | 1964 | 2:04       | неальбомний сингл                                                              | Адріано Челентано                                       |
| L'arcobaleno                             | Могол, Джанні Белла                                                         | 1999 | 3:32       | Io non so parlar d'amore Adriano Live                                          | Адріано Челентано                                       |
| L'artigiano                              | Адріано Челентано, Джо Кокер, Кріс Стейнтон                                 | 1981 | 7:12       | Deus                                                                           | Адріано Челентано                                       |
| L'ascensore                              | Мерл Тревіс, Сальваторе Де Паскуале                                         | 1986 | 2:38       | I miei americani 2                                                             | Адріано Челентано                                       |
| L'estate è già qua                       | Лео К'йоссо Ел Льюїс, Ларрі Сток, Вінсент Роуз                              | 1981 | 2:35       | Deus                                                                           | Адріано Челентано                                       |
| L'emozione non ha voce                   | Могол, Джанні Белла                                                         | 1999 | 4:09       | Io non so parlar d'amore Adriano Live                                          | Адріано Челентано                                       |
| L'ora del Boogie                         | Лучано Беретта, Мікі Дель Прете, Білл Хейлі, Джонні Гранде, Біллі Вільямсон | 1968 | 2:14       | Adriano Rock                                                                   | Адріано Челентано                                       |
| L'ora del Rock                           | Лучано Беретта, Мікі Дель Прете, Біл Гейлі, Біллі Вільямсон, Джонні Гранде  | 1981 | 2:22       | Deus                                                                           | Адріано Челентано                                       |
| L'ora è giunta                           | Адріано Челентано, Пінуччіо Піраццолі, Ронні Джексон                        | 1985 | 8:19       | Joan Lui                                                                       | Адріано Челентано                                       |
| L'orologio                               | Мікі Дель Прете, Крістіано Мінеллоно, Тото Кутуньйо                         | 1980 | 4:44       | Un po' artista un po' no                                                       | Адріано Челентано                                       |
| L'ultima donna che amo                   | Могол, Джанні Белла                                                         | 2004 | 3:50       | C'è sempre un motivo                                                           | Адріано Челентано                                       |
| L'ultimo degli uccelli                   | Адріано Челентано                                                           | 1972 | 4:46       | I mali del secolo                                                              | Адріано Челентано                                       |
| L'ultimo gigante                         | Серджо Барбагалло, Адріано Челентано                                        | 1987 | 3:57       | La pubblica ottusità                                                           | Адріано Челентано                                       |
| L'ultimo gigante (ремікс)                | LWS                                                                         | 1995 | 4:15       | Alla corte del remix                                                           | Адріано Челентано                                       |
| L'uomo di cartone                        | Джанні Белла, Могол                                                         | 1999 | 4:27       | Io non so parlar d'amore                                                       | Адріано Челентано                                       |
| L'uomo nasce nudo                        | Лучано Беретта, Мікі Дель Прете, Роберто Негрі, Джузеппе Вердекк'я          | 1969 | 4:57       | Le robe che ha detto Adriano                                                   | Адріано Челентано                                       |
| L'uomo perfetto                          | Адріано Челентано, Пінуччіо Піраццолі, Ронні Джексон                        | 1985 | 4:58       | Joan Lui                                                                       | Адріано Челентано                                       |
| La messa                                 | Адріано Челентано, Детто Маріано                                            | 1975 | 3:48       | Yuppi du                                                                       | інструментал                                            |
| La neve                                  | Адріано Челентано, Джино Сантерколе, Лучано Беретта                         | 1976 | 7:00       | Svalutation                                                                    | Адріано Челентано                                       |
| La violenza                              | Адріано Челентано, Детто Маріано                                            | 1975 | 1:53       | Yuppi du                                                                       | інструментал                                            |
| La volpe                                 | Нікола Піовані                                                              | 2019 | 3:25       | Adrian                                                                         | інструментал                                            |
| La barca                                 | Адріано Челентано, Джино Сантерколе, Лучано Беретта, Віто Паллавічіні       | 1976 | 4:41       | Svalutation                                                                    | Адріано Челентано                                       |
| La ballata                               | Адріано Челентано, Детто Маріано                                            | 1975 | 2:07       | Yuppi du                                                                       | інструментал                                            |
| La ballata di Pinocchio                  | Адріано Челентано                                                           | 1972 | 6:46       | I mali del secolo                                                              | Адріано Челентано                                       |
| La casa dell'amore                       | Адріано Челентано, Мауріціо Фабріціо                                        | 1994 | 4:24       | Quel Punto                                                                     | Адріано Челентано                                       |
| La camera «21»                           | Адріано Челентано, Джино Сантерколе, Лучано Беретта                         | 1976 | 5:32       | Svalutation                                                                    | Адріано Челентано                                       |
| La camera «21» (римейк)                  | Лучано Беретта, Віто Паллавічіні Адріано Челентано, Джино Сантерколе        | 1994 | 5:43       | Quel Punto                                                                     | Адріано Челентано                                       |
| La coppia più bella del mondo            | Лучано Беретта, Мікі Дель Прете, Паоло Конте, Мікеле Вірано                 | 1967 | 3:00       | Azzurro/Una carezza in un pugno                                                | Адріано Челентано Клаудія Морі                          |
| La cumbia di chi cambia                  | Лоренцо Джованотті                                                          | 2011 | 4:13       | Facciamo finta che sia vero Adriano Live                                       | Адріано Челентано                                       |
| La cura                                  | Франко Баттіато                                                             | 2008 | 4:01       | неальбомний сингл                                                              | Адріано Челентано                                       |
| La donna di un re                        | Алессандро Челентано, Крістіано Мінеллоно                                   | 1982 | 3:36       | Uh… uh…                                                                        | Адріано Челентано                                       |
| La festa                                 | Лучано Беретта, Мікі Дель Прете, Піно Массара                               | 1965 | 3:23       | La festa Il ragazzo della via Gluck                                            | Адріано Челентано                                       |
| La gatta sul tetto che scotta            | Джорні Крамер, Тата Джакобетті                                              | 1965 | 2:14       | неальбомний сингл                                                              | Адріано Челентано                                       |
| La gonna e l'insalata                    | Адріано Челентано                                                           | 1996 | 5:06       | Arrivano gli uomini                                                            | Адріано Челентано                                       |
| La luce del sole                         | Адріано Челентано, Пінуччіо Піраццолі                                       | 1987 | 6:08       | La pubblica ottusità                                                           | Адріано Челентано                                       |
| La moglie, l'amante, l'amica             | Крістіано Мальджольї, Даніеле Байма Бескет                                  | 1978 | 7:03       | Ti avrò                                                                        | Адріано Челентано                                       |
| La mezza luna                            | Альберто Ларічі, Фред Ігнор, Гейно Гейз                                     | 1962 | 2:25       | A New Orleans                                                                  | Адріано Челентано                                       |
| La mezza luna                            | Альберто Ларічі, Фред Ігнор, Гейно Гейз                                     | 2011 | 3:29       | Facciamo finta che sia vero Adrian                                             | Адріано Челентано                                       |
| La passerella                            | Адріано Челентано, Детто Маріано                                            | 1975 | 7:04       | Yuppi du                                                                       | інструментал                                            |
| La pelle                                 | Лучано Беретта, Мікі Дель Прете, Джино Сантерколе                           | 1969 | 3:10       | Le robe che ha detto Adriano                                                   | Адріано Челентано                                       |
| La più migliore                          | Мауро Спіна                                                                 | 1991 | 4:27       | Il re degli ignoranti                                                          | Адріано Челентано                                       |
| La prima stella                          | Клаудія Морі, Пінуччіо Піраццолі, Ронні Джексон                             | 1985 | 4:16       | Joan Lui                                                                       | Клаудія Морі                                            |
| La pubblica ottusità                     | Адріано Челентано, Роберто Соффічі                                          | 1987 | 5:43       | La pubblica ottusità                                                           | Адріано Челентано                                       |
| La siringhetta                           | Адріано Челентано                                                           | 1972 | 4:37       | I mali del secolo                                                              | Адріано Челентано                                       |
| La situazione non è buona                | Франческо Трікаріко                                                         | 2007 | 5:16       | Dormi amore, la situazione non è buona                                         | Адріано Челентано                                       |
| La storia dei Serafino                   | Лучано Беретта, Мікі Дель Прете, Адріано Челентано, Карло Рустікеллі        | 1969 | 3:54       | Le robe che ha detto Adriano                                                   | Адріано Челентано                                       |
| La tana del re                           | Лучано Беретта, Мікі Дель Прете, Джино Сантерколе                           | 1968 | 2:11       | Adriano Rock                                                                   | Адріано Челентано                                       |
| La terza guerra mondiale                 | Адріано Челентано                                                           | 1991 | 4:35       | Il re degli ignoranti                                                          | Адріано Челентано                                       |
| La trappola                              | Адріано Челентано, Мауро Спіна                                              | 1994 | 5:55       | Quel Punto                                                                     | Адріано Челентано                                       |
| Lago rosso                               | Могол, Джанні Белла                                                         | 2000 | 5:18       | Esco di rado e parlo ancora meno                                               | Адріано Челентано                                       |
| Lascerò                                  | Рональд Джексон                                                             | 1978 | 5:42       | Ti avrò                                                                        | Адріано Челентано                                       |
| Le notti lunghe                          | Адріано Челентано, Натале Массара, Паоло Цаваллоне                          | 1963 | 2:00       | Non mi dir                                                                     | Адріано Челентано                                       |
| Le pesche d'inverno                      | Могол, Джанні Белла                                                         | 1999 | 3:50       | Io non so parlar d'amore                                                       | Адріано Челентано                                       |
| Le stesse cose                           | Карло Маццоні                                                               | 2000 | 5:43       | Esco di rado e parlo ancora meno Adrian                                        | Адріано Челентано                                       |
| Letto di foglie                          | Даніеле Байма Бескет, Рональд Джексон, Адріано Челентано                    | 1991 | 5:39       | Il re degli ignoranti                                                          | Адріано Челентано                                       |
| Lirica d'inverno                         | Лучано Беретта, Мікі Дель Прете, Адріано Челентано                          | 1969 | 3:55       | Le robe che ha detto Adriano                                                   | Адріано Челентано                                       |
| Lotta lovin'                             | Дедвелл                                                                     | 1973 | 2:12       | Nostalrock                                                                     | Адріано Челентано                                       |
| Lunedi                                   | Адріано Челентано, Пінуччіо Піраццолі, Ронні Джексон                        | 1985 | 4:43       | Joan Lui                                                                       | Адріано Челентано                                       |
| Lunfardia                                | Фабріціо Де Андре, Роберто Феррі                                            | 2004 | 5:03       | C'è sempre un motivo                                                           | Адріано Челентано                                       |
| L'uomo di Bagdad, il cowboy e lo zar     | Адріано Челентано, Дікі Томпсон                                             | 1991 | 4:51       | Il re degli ignoranti                                                          | Адріано Челентано                                       |
| Movimento di Rock                        | Алессандро Коломбіні, Бруно Де Філіппі                                      | 1960 | 1:49       | Furore                                                                         | Адріано Челентано                                       |
| Ma che ci faccio qui                     | П'єтро Палетті                                                              | 2016 | 4:01       | Le migliori                                                                    | Адріано Челентано Міна Мадзіні                          |
| Ma che freddo stasera                    | Джино Сантерколе                                                            | 1977 | 7:55       | Disco dance                                                                    | Адріано Челентано                                       |
| Ma come fa la gente sola                 | Пол Маккартні, Джон Леннон, Джанна Альбіні                                  | 1986 | 3:18       | I miei americani 2                                                             | Адріано Челентано                                       |
| Madonna mia                              | Джино Сантерколе, Кастеллано і Піполо                                       | 1983 | 3:59       | Atmosfera                                                                      | Адріано Челентано                                       |
| Maledetta televisione                    | Артур Крудап, Крістіано Мінеллоно                                           | 1984 | 2:27       | I miei americani                                                               | Адріано Челентано                                       |
| Manifesto                                | Мікі Дель Прете, Крістіано Мінеллоно, Тото Кутуньйо                         | 1980 | 4:36       | Un po' artista un po' no                                                       | Адріано Челентано                                       |
| Marì Marì                                | Могол, Джанні Белла                                                         | 2004 | 4:15       | C'è sempre un motivo                                                           | Адріано Челентано                                       |
| Messaggio d’amore                        | Массімільяно Пані                                                           | 1998 | 2:36       | Mina Celentano                                                                 | Адріано Челентано Міна Мадзіні                          |
| Mi attrai                                | Джанкарло Бігацці, Джузеппе Альбіні                                         | 1987 | 3:31       | La pubblica ottusità                                                           | Адріано Челентано                                       |
| Mi domando                               | Могол, Джанні Белла                                                         | 1999 | 4:18       | Io non so parlar d'amore                                                       | Адріано Челентано                                       |
| Mi scade                                 | Джон Мараскалько, Літл Річард, Адріано Челентано, Мікі Дель Прете           | 1986 | 3:03       | I miei americani 2                                                             | інструментал                                            |
| Mi fa male                               | Могол, Джанні Белла                                                         | 2002 | 4:49       | Per sempre                                                                     | Адріано Челентано                                       |
| Mi fanno ridere                          | Крістіано Мінеллоно Джон Мараскалко, Роберта Блекуелл                       | 1981 | 4:23       | Deus                                                                           | Адріано Челентано                                       |
| Michelle                                 | Джон Леннон, Пол Маккартні, Феліче Піккарреда, Рікі Джанко                  | 1984 | 3:10       | I miei americani                                                               | Адріано Челентано                                       |
| Miseria nera                             | Лучано Беретта, Мікі Дель Прете, Джино Сантерколе                           | 1968 | 2:25       | Adriano Rock                                                                   | Адріано Челентано                                       |
| Mistero                                  | Адріано Челентано, Джино Сантерколе                                         | 1985 | 6:00       | Joan Lui                                                                       | Адріано Челентано                                       |
| Mondo in Mi 7a                           | Могол, Лучано Беретта, Мікі Дель Прете, Адріано Челентано                   | 1966 | 6:10       | Le robe che ha detto Adriano Adriano Live Adrian                               | Адріано Челентано                                       |
| Mondo in Mi 7a                           | Адріано Челентано, Лучано Беретта, Мікі Дель Прете                          | 1977 | 5:35       | Disco dance                                                                    | Адріано Челентано                                       |
| Nata per me                              | Могол, Мікі Дель Прете, Адріано Челентано                                   | 1961 | 2:45       | A New Orleans                                                                  | Адріано Челентано                                       |
| Nata per me (римейк)                     | Могол, Мікі Дель Прете, Адріано Челентано                                   | 1977 | 4:34       | Disco dance                                                                    | Адріано Челентано                                       |
| Nata per me (ремікс)                     | Ріккардо Баллеріні, Ніно Лоріо, Марко Канепа                                | 1995 | 2:56       | Alla corte del remix Adriano Live                                              | Адріано Челентано                                       |
| Nessuno crederà                          | Джан Карло Тестоні, Джино Маццоккі                                          | 1959 | 2:20       | Furore                                                                         | Адріано Челентано                                       |
| Napoleone, il cowboy e lo zar            | Лучано Беретта, Мікі Дель Прете, Дікі Томпсон, Расті Кіфер                  | 1968 | 2:48       | Adriano Rock Le robe che ha detto Adriano                                      | Адріано Челентано                                       |
| Natale '70                               | Лучано Беретта, Мікі Дель Прете, Джузеппе Вердекк'я                         | 1970 | 3:15       | Il forestiero                                                                  | Адріано Челентано                                       |
| Nessuno mi può giudicare                 | Лучано Беретта, Мікі Дель Прете, Даніеле Паче, Маріо Панцері                | 1966 | 2:38       | неальбомний сингл                                                              | Адріано Челентано                                       |
| Niente di nuovo                          | Джанкарло Бігацці, Пінуччіо Піраццолі                                       | 1982 | 4:58       | Uh… uh…                                                                        | Адріано Челентано                                       |
| Niente è andato perso                    | Фабіо Ілаква                                                                | 2021 | 4:10       | MinaCelentano                                                                  | Адріано Челентано Міна Мадзіні                          |
| Nikita rock                              | П'єро Вівареллі, Лучіо Фульчі, Джуліо Лібано                                | 1960 | 2:06       | Adriano Celentano con Giulio Libano e la sua orchestra Peppermint twist        | Адріано Челентано                                       |
| Non ci fate caso                         | Лучано Беретта, Мікі Дель Прете, Чарльз Келхум, Номен                       | 1968 | 2:34       | Adriano Rock                                                                   | Адріано Челентано                                       |
| Non è                                    | Тото Кутуньйо, Крістіано Мінеллоно                                          | 1979 | 4:17       | Soli                                                                           | Адріано Челентано                                       |
| Non esiste l'amor                        | П'єро Вівареллі, Лучано Беретта, Еціо Леоні                                 | 1961 | 2:25       | A New Orleans                                                                  | Адріано Челентано                                       |
| Non esser timida                         | Мікі Дель Прете, Ірвін Левін, Боб Брасс, П'єро Леонарді                     | 1961 | 2:30       | A New Orleans                                                                  | Адріано Челентано                                       |
| Non so più cosa fare                     | Адріано Челентано, Ману Чао                                                 | 2011 | 6:31       | Facciamo finta che sia vero                                                    | Адріано Челентано                                       |
| Non ti accorgevi di me                   | Джуліано Санджорджі                                                         | 2011 | 3:10       | Facciamo finta che sia vero                                                    | Адріано Челентано                                       |
| Non lo dico perchè non lo so             | Фіоренцо Фіорентіні                                                         | 1971 | 1:17       | Er Piu' (Storia D'Amore E Di Coltello)                                         | Адріано Челентано                                       |
| Non mi ami                               | Федеріко Спаньйолі                                                          | 2016 | 3:59       | Le migliori                                                                    | Адріано Челентано Міна Мадзіні                          |
| Non mi dir                               | Мікі Дель Прете, Клаудіо Адорні, Алекс Олстон, Андре Табет                  | 1964 | 2:13       | Non mi dir La festa Il ragazzo della via Gluck                                 | Адріано Челентано                                       |
| Non piangerò                             | Могол, Детто Маріано                                                        | 1964 | 2:32       | Non mi dir                                                                     | Адріано Челентано                                       |
| Non se ne parla nemmeno                  | Клаудія Морі, Крістіано Мінеллоно, Тото Кутуньйо                            | 1980 | 4:16       | Un po' artista un po' no                                                       | Адріано Челентано                                       |
| Oh Diana                                 | Могол, Пол Анка                                                             | 2006 | 4:46       | неальбомний сингл                                                              | Адріано Челентано Пол Анка                              |
| Only you                                 | Бак Рем, Андре Ренд                                                         | 1973 | 3:00       | Nostalrock                                                                     | Адріано Челентано                                       |
| Pennsylvania 65000                       | Карл Сігман, Джеррі Грайль                                                  | 1973 | 1:00       | Nostalrock                                                                     | Адріано Челентано                                       |
| Personality                              | Джузеппе Перотті, Ллойд Прайс, Гарольд Логан                                | 1960 | 2:37       | Adriano Celentano con Giulio Libano e la sua orchestra                         | Адріано Челентано                                       |
| Pitagora                                 | Лучано Беретта, П'єро Соффічі                                               | 1960 | 1:45       | Furore                                                                         | Адріано Челентано                                       |
| Pasticcio in paradiso                    | Мікі Дель Прете, Рікі Джанко                                                | 1962 | 1:50       | Il ragazzo della via Gluck                                                     | Адріано Челентано                                       |
| Pay pay pay                              | Джанні Гварнері, Мішель Вассер, Віто Паллавічіні                            | 1979 | 4:16       | Soli                                                                           | Адріано Челентано                                       |
| People                                   | Боб Меррілл, Джул Стайн                                                     | 1979 | 5:27       | Soli                                                                           | Адріано Челентано                                       |
| Peppermint twist                         | Мікі Дель Прете, Джузеппе Перотті, Джой Ді, Генрі Гловер                    | 1962 | 2:22       | Peppermint twist                                                               | Адріано Челентано                                       |
| Per averti                               | Могол, Джанні Белла                                                         | 2000 | 5:03       | Esco di rado e parlo ancora meno                                               | Адріано Челентано                                       |
| Per sempre                               | Джанні Белла, Стефано П'єроні                                               | 2002 | 5:13       | Per sempre Adriano Live Adrian                                                 | Адріано Челентано                                       |
| Per vivere                               | Могол, Адріано Челентано                                                    | 2002 | 5:57       | Per sempre                                                                     | Адріано Челентано                                       |
| Pensieri nascosti                        | Могол, Джанні Белла                                                         | 2002 | 4:27       | Per sempre                                                                     | Адріано Челентано                                       |
| Piccola                                  | Джан Карло Тестоні, Альберто Піццігоні                                      | 1960 | 1:38       | Adriano Celentano con Giulio Libano e la sua orchestra                         | Адріано Челентано Аніта Траверсі                        |
| Più di un sogno                          | Могол, Джанні Белла                                                         | 2002 | 5:21       | Per sempre                                                                     | Адріано Челентано                                       |
| Più forte che puoi                       | Лучано Беретта, Мікі Дель Прете, Іко Черутті                                | 1967 | 2:48       | Azzurro/Una carezza in un pugno                                                | Клаудія Морі                                            |
| Pregherò                                 | Дон Бакі, Бен Кінг, Елмо Глік                                               | 1962 | 2:58       | Non mi dir Me, Live! Adriano Live                                              | Адріано Челентано                                       |
| Pregherò (римейк)                        | Бен Кінг, Дон Бакі, Елмо Глік                                               | 1977 | 5:33       | Disco dance                                                                    | Адріано Челентано                                       |
| Pregherò                                 | Ti.Pi.Cal.                                                                  | 1995 | 5:17       | Alla corte del remix                                                           | Адріано Челентано                                       |
| Prima pagina                             | Джино Сантерколе, Лучано Беретта, Мікі Дель Прете                           | 1983 | 4:21       | Atmosfera                                                                      | Адріано Челентано                                       |
| Proibito                                 | Могол, Джанні Белла                                                         | 2004 | 4:07       | C'è sempre un motivo                                                           | Адріано Челентано                                       |
| Pronto Pronto                            | Лучано Беретта, Еціо Леоні                                                  | 1959 | 1:56       | Adriano Celentano con Giulio Libano e la sua orchestra Peppermint twist        | Адріано Челентано                                       |
| Preludio imperiale                       | Мауро Спіна                                                                 | 1991 | 0:45       | Il re degli ignoranti                                                          | інструментал                                            |
| Preludio vento del passato               | Мауро Спіна, Давіде Романі                                                  | 1991 | 1:11       | Il re degli ignoranti                                                          | інструментал                                            |
| Prisencolinensinainciusol                | Адріано Челентано                                                           | 1973 | 3:27       | Nostalrock Me, Live! Adriano Live Adrian                                       | Адріано Челентано                                       |
| Prisencolinensinainciusol (ремікс)       | Alex Party                                                                  | 1995 | 5:28       | Alla corte del remix                                                           | Адріано Челентано                                       |
| Prisencolinensinainciusol (ремікс)       | Адріано Челентано, Бенні Бенассі                                            | 2016 | 4:08       | Le migliori Adrian                                                             | Адріано Челентано Міна Мадзіні                          |
| (Please) Stay a little longer            | Даніеле Байма Бескет, Рональд Джексон                                       | 1978 | 5:52       | Geppo il folle                                                                 | Адріано Челентано                                       |
| Qua la mano                              | Клаудія Морі, Детто Маріано                                                 | 1980 | 4:01       | неальбомний сингл                                                              | Адріано Челентано                                       |
| Quando                                   | Крістіано Мінеллоно, Мікі Дель Прете Джо Мальбо                             | 1981 | 3:45       | Deus                                                                           | Адріано Челентано                                       |
| Quando la smetterò                       | Альдо Донаті, Лоріана Лана                                                  | 2016 | 3:57       | Le migliori                                                                    | Міна Мадзіні                                            |
| Qual è la direzione                      | Могол, Джанні Белла                                                         | 1999 | 5:15       | Io non so parlar d'amore                                                       | Адріано Челентано                                       |
| Qualcosa nascerà                         | Адріано Челентано, Пінуччіо Піраццолі, Ронні Джексон                        | 1985 | 6:17       | Joan Lui                                                                       | Адріано Челентано                                       |
| Quel punto                               | Адріано Челентано, Мауро Спіна                                              | 1994 | 5:32       | Quel Punto                                                                     | Адріано Челентано                                       |
| Quel casinha                             | Теофіло Чантре, Детто Маріано, Лучано Беретта, Мікі Дель Прете              | 2004 | 4:28       | C'è sempre un motivo Adriano Live                                              | Адріано Челентано                                       |
| Quello che non ti ho detto mai           | Могол, Джанні Белла                                                         | 2000 | 4:35       | Esco di rado e parlo ancora meno                                               | Адріано Челентано                                       |
| Questo vecchio pazzo mondo               | Філ Фліп Слоан, Лучано Беретта, Мікі Дель Прете, Могол                      | 1984 | 3:56       | I miei americani                                                               | Адріано Челентано                                       |
| Quel signore del piano di sopra          | Адріано Челентано, Лучано Беретта, Мікі Дель Прете                          | 1972 | 5:17       | I mali del secolo                                                              | Адріано Челентано                                       |
| Ragazzo del sud                          | Доменіко Модуньйо                                                           | 2007 | 5:34       | Dormi amore, la situazione non è buona                                         | Адріано Челентано                                       |
| Radio Chick                              | Могол, Джанні Белла                                                         | 2002 | 3:22       | Per sempre                                                                     | Адріано Челентано                                       |
| Rock Around the Clock                    | Джиммі Де Найт, Макс Фрідман                                                | 1979 | 1:54       | Me, Live!                                                                      | Адріано Челентано                                       |
| Rock matto                               | П'єро Вівареллі, Лучіо Фульчі, Джуліо Лібано                                | 1960 | 1:45       | Furore                                                                         | Адріано Челентано                                       |
| Rap                                      | Адріано Челентано, Ронні Лі, Давіде Романі                                  | 1994 | 1:08       | Quel Punto                                                                     | Адріано Челентано                                       |
| Ready Teddy                              | Роберт Блеквел, Джон Мараскалько                                            | 1972 | 3:07       | I mali del secolo Adriano Live                                                 | Адріано Челентано                                       |
| Respiri di vita                          | Могол, Джанні Белла                                                         | 2002 | 4:13       | Per sempre                                                                     | Адріано Челентано                                       |
| Rifugio bianco                           | Джузеппе Де Марці                                                           | 1994 | 1:44       | Quel Punto                                                                     | хор «Stella Alpina»                                     |
| Ringo                                    | Кастеллано і Піполо, Дон Робертсон, Хел Блеїр                               | 1965 | 3:07       | Il ragazzo della via Gluck                                                     | Адріано Челентано                                       |
| Ringo (ремікс)                           | DJ Cerla                                                                    | 1995 | 3:59       | Alla corte del remix                                                           | Адріано Челентано                                       |
| Ritorna lo shimmy                        | Орнелла Феррарі, Піно Массара, Вітторіо Буффолі                             | 1960 | 1:46       | Adriano Celentano con Giulio Libano e la sua orchestra                         | Адріано Челентано Аніта Траверсі                        |
| Ricordo                                  | Адріано Челентано                                                           | 1976 | 4:05       | Svalutation                                                                    | Адріано Челентано                                       |
| Sul cappello                             | народна музика                                                              | 1973 | 0:27       | Nostalrock                                                                     | хор «Coro dell'Associazione Nazionale Alpini»           |
| Such a cold night tonight                | Джино Сантерколе                                                            | 1975 | 4:03       | Yuppi du                                                                       | Джино Сантерколе                                        |
| Sabato triste                            | Могол, Мікі Дель Прете, Дон Бакі, Адріано Челентано                         | 1963 | 2:56       | Non mi dir                                                                     | Адріано Челентано                                       |
| Sanmatio                                 | Джузеппе Де Марці                                                           | 1994 | 2:48       | Quel Punto                                                                     | хор «Stella Alpina»                                     |
| Santa Notte                              | Алессандро Кавальєрі                                                        | 1970 | 3:40       | Il forestiero                                                                  | Адріано Челентано                                       |
| Sarai uno straccio                       | Адріано Челентано, Марко Ваккаро                                            | 1999 | 5:39       | Io non so parlar d'amore                                                       | Адріано Челентано                                       |
| Scusami                                  | Енцо Граньяніелло                                                           | 1996 | 4:41       | Arrivano gli uomini                                                            | Адріано Челентано                                       |
| Se mi ami davvero                        | Мондо Марчо                                                                 | 2016 | 3:42       | Le migliori                                                                    | Адріано Челентано Міна Мадзіні                          |
| Se non è amore                           | Мікі Дель Прете, Крістіано Мінеллоно, Тото Кутуньйо                         | 1980 | 4:18       | Un po' artista un po' no                                                       | Адріано Челентано                                       |
| Se sapevo non crescevo                   | Лучано Беретта, Мікі Дель Прете, Джино Сантерколе, Нандо Де Лука            | 1970 | 3:51       | неальбомний сингл                                                              | Адріано Челентано                                       |
| Se tu mi tenti                           | Могол, Джанні Белла                                                         | 2000 | 4:14       | Esco di rado e parlo ancora meno                                               | Адріано Челентано                                       |
| Se vuoi andare vai                       | Крістіано Мінеллоно, Рональд Джексон, Даніеле Байма Бескет                  | 1978 | 6:10       | Ti avrò                                                                        | Адріано Челентано                                       |
| Seguirò chi mi ama                       | Бет Андерсен, Джорджо Мородер, Клаудія Морі                                 | 1986 | 3:37       | I miei americani 2                                                             | Адріано Челентано Клаудія Морі                          |
| Sei nel mio destino                      | Пол Анка, Умберто Бертіні                                                   | 1984 | 2:27       | I miei americani                                                               | Адріано Челентано                                       |
| Sei proprio tu                           | Крістіано Мінеллоно, Рональд Джексон, Даніеле Байма Бескет                  | 1978 | 5:46       | Geppo il folle                                                                 | Адріано Челентано                                       |
| Sei rimasta sola                         | Мікі Дель Прете, Рікі Джанко                                                | 1962 | 2:21       | Non mi dir                                                                     | Адріано Челентано                                       |
| Sempre sempre sempre                     | Луїджі Албертеллі, Енріко Ріккарді                                          | 1998 | 4:46       | Mina Celentano                                                                 | Адріано Челентано Міна Мадзіні                          |
| Send me some lovin'                      | Лео Прайс, Джон Мараскалько                                                 | 1973 | 2:20       | Nostalrock                                                                     | Адріано Челентано                                       |
| Senza amore                              | Карло Маццоні                                                               | 1999 | 5:00       | Io non so parlar d'amore                                                       | Адріано Челентано                                       |
| Serafino campanaro                       | Нікола Салерно, Мансуерто Де Понті                                          | 1960 | 2:10       | Furore                                                                         | Адріано Челентано                                       |
| Sex without love                         | Адріано Челентано, Паоло Стеффан, Пінуччіо Піраццолі, Ронні Джексон         | 1985 | 3:04       | Joan Lui                                                                       | Ріта Чеккі Горі                                         |
| Si è spento il sole                      | Лучано Беретта, Мікі Дель Прете, Еціо Леоні, Адріано Челентано              | 1962 | 2:40       | A New Orleans Adriano Live                                                     | Адріано Челентано                                       |
| Shake rattle and roll                    | Чарльз Колхоун                                                              | 1973 | 5:20       | Nostalrock                                                                     | Адріано Челентано                                       |
| Somebody Save Me                         | Денні Байма Бескет, Мікі Дель Прете                                         | 1977 | 6:30       | Tecadisk                                                                       | Адріано Челентано                                       |
| Sognando Chernobyl                       | Адріано Челентано                                                           | 2008 | 10:57      | неальбомний сингл                                                              | Адріано Челентано                                       |
| Soli                                     | Крістіано Мінеллоно, Тото Кутуньйо                                          | 1979 | 4:05       | Soli Adriano Live                                                              | Адріано Челентано                                       |
| Solo                                     | Джанкарло Бігацці                                                           | 1982 | 4:37       | Uh… uh…                                                                        | Адріано Челентано                                       |
| Solo da un quarto d'ora                  | Адріано Челентано                                                           | 1996 | 5:44       | Arrivano gli uomini Adriano Live                                               | Адріано Челентано                                       |
| Sono le tre                              | Лука Рустічі, Філіппе Леон                                                  | 2016 | 3:47       | Le migliori                                                                    | Адріано Челентано                                       |
| Sono un fallito                          | Гарлан Говард, Дон Бакі, Мікі Дель Прете                                    | 1984 | 3:18       | I miei americani                                                               | Адріано Челентано                                       |
| Sono un simpatico                        | Лучано Беретта, Росаріо Лева, Дон Бакі, Джанфранко Ревербері                | 1965 | 2:43       | Il ragazzo della via Gluck                                                     | Адріано Челентано                                       |
| Sotto le lenzuola                        | Лучано Беретта, Мікі Дель Прете, Адріано Челентано                          | 1971 | 4:18       | Er Piu' (Storia D'Amore E Di Coltello)                                         | Адріано Челентано                                       |
| Sound di verità                          | Адріано Челентано, Лучано Беретта, Мікі Дель Прете                          | 1983 | 5:30       | Atmosfera                                                                      | Адріано Челентано                                       |
| Spettabile Signore                       | Клаудія Морі, Крістіано Мінеллоно                                           | 1980 | 3:02       | Un po' artista un po' no                                                       | Адріано Челентано                                       |
| Specchi riflessi                         | Джованні Донцеллі, Вінченцо Леомпорро                                       | 1998 | 4:59       | Mina Celentano                                                                 | Адріано Челентано Міна Мадзіні                          |
| Splende la notte                         | Адріано Челентано, Лучано Беретта, Мікі Дель Прете                          | 1983 | 5:20       | Atmosfera                                                                      | Адріано Челентано                                       |
| Splendida e nuda                         | Адріано Челентано                                                           | 1985 | 5:45       | Joan Lui                                                                       | Адріано Челентано                                       |
| Stai lontana da me                       | Могол, Берт Бакарак, Боб Хіллард                                            | 1962 | 2:13       | Non mi dir                                                                     | Адріано Челентано                                       |
| Stivali e colbacco                       | Мікі Дель Прете, Фіоренцо Батаччі, Ерос Скіоріллі, Микола Бутровський       | 1970 | 3:36       | Il forestiero                                                                  | Адріано Челентано                                       |
| Stivali e Colbacco                       | Ерос Скіоріллі, Фіоренцо Батаччі, Мікі Дель Прете, Микола Бутровський       | 1979 | 4:14       | Soli                                                                           | Адріано Челентано                                       |
| Storia d'amore                           | Лучано Беретта, Мікі Дель Прете, Адріано Челентано                          | 1969 | 4:55       | Le robe che ha detto Adriano Me, Live! Adriano Live Adrian                     | Адріано Челентано                                       |
| Straordinariamente                       | Лучано Беретта, Джино Сантерколе                                            | 1969 | 3:51       | Le robe che ha detto Adriano                                                   | Адріано Челентано                                       |
| Stringimi a te                           | Ендрю Ллойд Веббер, Лучано Беретта, Мікі Дель Прете, Тім Ріке               | 1974 | 3:22       | неальбомний сингл                                                              | Адріано Челентано Клаудія Морі                          |
| Susanna                                  | Ферді Лансе, Каролін Богман, Мікі Дель Прете, Серджо Капуто                 | 1984 | 4:45       | I miei americani                                                               | Адріано Челентано                                       |
| Susanna (ремікс)                         | Gam-Gam                                                                     | 1995 | 5:19       | Alla corte del remix                                                           | Адріано Челентано                                       |
| Svalutation                              | Адріано Челентано, Джино Сантерколе, Лучано Беретта, Віто Паллавічіні       | 1976 | 3:06       | Svalutation Me, Live! Adriano Live Adrian                                      | Адріано Челентано                                       |
| Taparara                                 | Адріано Челентано                                                           | 1979 | 3:26       | Me, Live!                                                                      | Адріано Челентано                                       |
| Teddy girl                               | Лучано Беретта, Еціо Леоні                                                  | 1959 | 2:19       | Adriano Celentano con Giulio Libano e la sua orchestra Peppermint twist        | Адріано Челентано                                       |
| Tema di Er Più                           | Карло Рустікеллі                                                            | 1971 | 3:18       | Er Piu' (Storia D'Amore E Di Coltello)                                         | інструментал                                            |
| Tema di una storia d'amore e di coltello | Джино Сантерколе                                                            | 1971 | 5:25       | Er Piu' (Storia D'Amore E Di Coltello)                                         | інструментал                                            |
| Ti avrò                                  | Крістіано Мінеллоно, Рональд Джексон, Даніеле Байма Бескет                  | 1978 | 6:47       | Ti avrò                                                                        | Адріано Челентано                                       |
| Ti penso e cambia il mondo               | Пачіфіко, Стівен Ліпсон, Маттео Саджезе                                     | 2011 | 4:25       | Facciamo finta che sia vero Adriano Live Adrian                                | Адріано Челентано                                       |
| Ti fai del male                          | Адріано Челентано                                                           | 2013 | 5:56       | неальбомний сингл                                                              | Адріано Челентано                                       |
| Ti lascio amore                          | Тото Кутуньйо, Маріо Кулотта, Фабріціо Берлінчіоні                          | 2016 | 5:13       | Le migliori                                                                    | Адріано Челентано Міна Мадзіні                          |
| Ti lascio vivere                         | Фабріціо Берлінчоні, Мауро Спіна                                            | 1996 | 4:34       | Arrivano gli uomini Adrian                                                     | Адріано Челентано                                       |
| Ti lascio vivere (reprise)               | Мауро Спіна                                                                 | 1996 | 2:01       | Arrivano gli uomini                                                            | інструментал                                            |
| Tir                                      | Джанні Белла, Розаріо Белла, Могол                                          | 2000 | 4:29       | Esco di rado e parlo ancora meno Adriano Live                                  | Адріано Челентано                                       |
| Torno a settembre                        | Коррадо Конті, Матео Паче                                                   | 1996 | 5:02       | Arrivano gli uomini                                                            | Адріано Челентано                                       |
| Torno sui miei passi                     | Лучано Беретта, Мікі Дель Прете, Адріано Челентано                          | 1967 | 3:12       | Azzurro/Una carezza in un pugno                                                | Адріано Челентано                                       |
| Tre passi avanti                         | Лучано Беретта, Мікі Дель Прете, Адріано Челентано                          | 1967 | 3:51       | Azzurro/Una carezza in un pugno                                                | Адріано Челентано                                       |
| Tu scendi dalle stelle                   | Альфонс Марія де Ліґуорі                                                    | 1970 | 3:32       | Il forestiero                                                                  | Адріано Челентано                                       |
| Tutto da mia madre                       | Лучано Беретта, Мікі Дель Прете, Вінфілд Скотт                              | 1970 | 2:41       | неальбомний сингл                                                              | Адріано Челентано                                       |
| Tutti frutti                             | Річард Пенніман, Дороті Ла Бострі, Джиммі Де Найт                           | 1973 | 2:33       | Nostalrock                                                                     | Адріано Челентано                                       |
| Uh… uh…                                  | Адріано Челентано                                                           | 1982 | 5:22       | Uh… uh…                                                                        | Адріано Челентано                                       |
| Un albero di 30 piani                    | Адріано Челентано                                                           | 1972 | 4:01       | I mali del secolo Me, Live! Adrian                                             | Адріано Челентано                                       |
| Un bimbo sul leone                       | Лучано Беретта, Мікі Дель Прете, Джино Сантерколе                           | 1968 | 3:35       | Azzurro/Una carezza in un pugno Le robe che ha detto Adriano                   | Адріано Челентано                                       |
| Un po' artista un po' no                 | Мікі Дель Прете, Крістіано Мінеллоно, Тото Кутуньйо                         | 1980 | 4:59       | Un po' artista un po' no                                                       | Адріано Челентано                                       |
| Un sole caldo caldo caldo                | Джан Карло Тестоні, Альдо Сальві                                            | 1962 | 2:35       | A New Orleans                                                                  | Адріано Челентано                                       |
| Un'altra ragazza                         | Пол Маккартні, Джон Леннон, Сальваторе Де Паскуале, Піно Донаджо            | 1986 | 2:37       | I miei americani 2                                                             | Адріано Челентано                                       |
| Una carezza in un pugno                  | Лучано Беретта, Мікі Дель Прете, Джино Сантерколе                           | 1968 | 2:56       | Azzurro/Una carezza in un pugno Adriano Live                                   | Адріано Челентано                                       |
| Una luce intermittente                   | Могол, Джанні Белла                                                         | 2002 | 4:42       | Per sempre                                                                     | Адріано Челентано                                       |
| Una festa sui prati                      | Могол, Лучано Беретта, Мікі Дель Прете, Адріано Челентано                   | 1966 | 3:17       | Le robe che ha detto Adriano                                                   | Адріано Челентано                                       |
| Una notte vicino al mare                 | Анджело Де Лоренцо, Бруно Паллезі, Гуалтьєро Малгоні                        | 1963 | 2:25       | неальбомний сингл                                                              | Адріано Челентано                                       |
| Una parola non ci scappa mai             | Клаудія Морі, Крістіано Мінеллоно, Тото Кутуньйо                            | 1980 | 4:18       | Un po' artista un po' no                                                       | Адріано Челентано                                       |
| Una rosa pericolosa                      | Адріано Челентано, Могол                                                    | 1999 | 4:35       | Io non so parlar d'amore                                                       | Адріано Челентано                                       |
| Una storia come questa                   | Мікі Дель Прете, Гоффредо Канаріні                                          | 1971 | 4:26       | Er Piu' (Storia D'Amore E Di Coltello)                                         | Адріано Челентано                                       |
| Una storia d'amore e di coltello         | Джино Сантерколе                                                            | 1971 | 3:25       | Er Piu' (Storia D'Amore E Di Coltello)                                         | інструментал                                            |
| Una storia d'amore e di coltello         | Джино Сантерколе                                                            | 1971 | 4:18       | Er Piu' (Storia D'Amore E Di Coltello)                                         | Адріано Челентано                                       |
| Uno strano tipo                          | Могол, Мікі Дель Прете, Дон Бакі, Адріано Челентано                         | 1964 | 2:07       | Non mi dir Il ragazzo della via Gluck La festa                                 | Адріано Челентано                                       |
| Uomo                                     | Джанкарло Бігацці, Лучіо Фаббрі                                             | 1982 | 4:26       | Uh… uh…                                                                        | Адріано Челентано                                       |
| Uomo macchina                            | Джино Сантерколе                                                            | 1976 | 3:42       | Svalutation Adrian                                                             | Адріано Челентано                                       |
| Và chi c'è                               | Адріано Челентано, Детто Маріано                                            | 1975 | 0:45       | Yuppi du                                                                       | інструментал                                            |
| Valeva la pena                           | Кеопе, Даніель Вулетич                                                      | 2004 | 4:10       | C'è sempre un motivo                                                           | Адріано Челентано                                       |
| Vento d'estate                           | Адріано Челентано, Джакомо Челентано                                        | 1996 | 5:43       | Arrivano gli uomini                                                            | Адріано Челентано                                       |
| Vengo dal jazz (Bensonhurst Blues)       | Адріано Челентано, Арті Каплан, Лоуренс Корнфелд                            | 2004 | 3:56       | C'è sempre un motivo                                                           | Адріано Челентано                                       |
| Veronica verrai                          | Джанкарло Бігацці, Джанна Альбіні                                           | 1986 | 4:35       | I miei americani 2                                                             | Адріано Челентано                                       |
| Veronica verrai (ремікс)                 | Netzwerk                                                                    | 1995 | 4:55       | Alla corte del remix                                                           | Адріано Челентано                                       |
| Vetrina                                  | Адріано Челентано                                                           | 1978 | 4:14       | Ti avrò                                                                        | Адріано Челентано                                       |
| Verità da marciapiede                    | Могол, Джанні Белла                                                         | 2004 | 4:33       | C'è sempre un motivo                                                           | Адріано Челентано                                       |
| Viola                                    | Лучано Беретта, Мікі Дель Прете, Нандо Де Лука                              | 1970 | 3:48       | неальбомний сингл                                                              | Адріано Челентано                                       |
| Vite                                     | Франческо Гуччіні                                                           | 2002 | 4:38       | Per sempre                                                                     | Адріано Челентано                                       |
| Vivrò Per Lei                            | Джордж Буланджер, Джиммі Кеннеді, Мікі Дель Прете                           | 1986 | 2:42       | I miei americani 2                                                             | Адріано Челентано                                       |
| Vorrei sapere                            | Могол, Джанні Белла, Розаріо Белла                                          | 2007 | 4:04       | Dormi amore, la situazione non è buona                                         | Адріано Челентано                                       |
| Wartime Melodies                         | Денні Байма Бескет, Мікі Дель Прете                                         | 1977 | 4:28       | Tecadisk                                                                       | Адріано Челентано                                       |
| We're gonna move                         | Елвіс Преслі                                                                | 1973 | 2:22       | Nostalrock                                                                     | Адріано Челентано                                       |
| When Love…                               | Денні Байма Бескет, Мікі Дель Прете                                         | 1977 | 6:50       | Tecadisk Me, Live!                                                             | Адріано Челентано                                       |
| Who's Sorry Now?                         | Берт Келмер, Гаррі Рубі, Тед Снайдер                                        | 1958 | 2:01       | неальбомний сингл                                                              | Адріано Челентано                                       |
| Yes, I Do                                | Денні Байма Бескет, Мікі Дель Прете, Рональд Джексон                        | 1977 | 6:17       | Tecadisk                                                                       | Адріано Челентано                                       |
| You Can Be Happy                         | Денні Байма Бескет, Мікі Дель Прете, Рональд Джексон                        | 1977 | 6:03       | Tecadisk                                                                       | Адріано Челентано                                       |
| Yuppi du                                 | Адріано Челентано, Детто Маріано                                            | 1975 | 4:26       | Yuppi du                                                                       | Джино Сантерколе Клаудія Морі                           |
| Yuppi du                                 | Адріано Челентано, Детто Маріано                                            | 1975 | 3:32       | Yuppi du                                                                       | Адріано Челентано Клаудія Морі                          |

## Офіційні відеокліпи

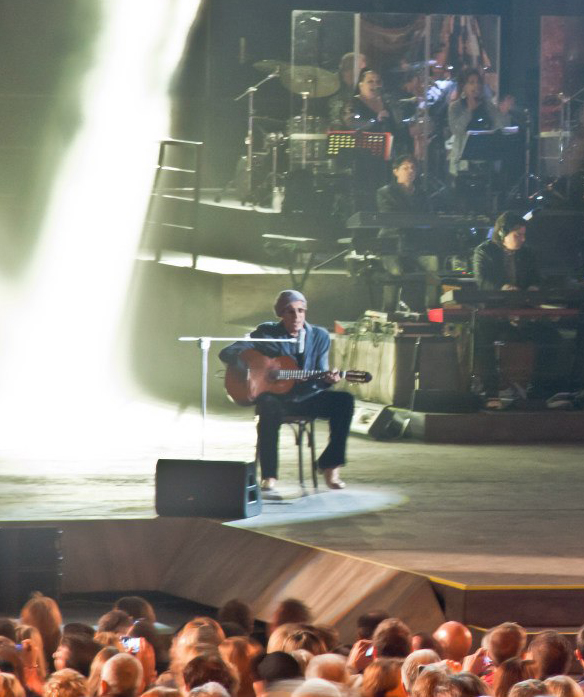
Челентано на концерті «Rock Economy» (2012)

| Рік  | Пісня                              | Відео на YouTube                                  |
| ---- | ---------------------------------- | ------------------------------------------------- |
| 1991 | Il re degli ignoranti              | [Архівовано 29 листопада 2016 у Wayback Machine.] |
| 1991 | Fuoco                              | [Архівовано 5 грудня 2015 у Wayback Machine.]     |
| 1998 | Che t'aggia di                     | [Архівовано 12 вересня 2016 у Wayback Machine.]   |
| 1999 | Gelosia                            |                                                   |
| 1999 | L'emozione non ha voce             | [Архівовано 23 липня 2017 у Wayback Machine.]     |
| 1999 | L'arcobaleno                       | [Архівовано 6 лютого 2017 у Wayback Machine.]     |
| 2000 | Per averti                         | [Архівовано 9 травня 2016 у Wayback Machine.]     |
| 2000 | Quello che non ti ho detto mai     | [Архівовано 30 червня 2016 у Wayback Machine.]    |
| 2002 | Confessa                           | [Архівовано 9 березня 2015 у Wayback Machine.]    |
| 2002 | Mi fa male                         | [Архівовано 23 вересня 2016 у Wayback Machine.]   |
| 2002 | Per sempre                         | [Архівовано 14 листопада 2019 у Wayback Machine.] |
| 2002 | I passi che facciamo               | [Архівовано 26 червня 2015 у Wayback Machine.]    |
| 2004 | C'è sempre un motivo               | [Архівовано 16 жовтня 2016 у Wayback Machine.]    |
| 2004 | Lunfardia                          | [Архівовано 8 жовтня 2013 у Wayback Machine.]     |
| 2004 | Quel casinha                       | [Архівовано 19 червня 2019 у Wayback Machine.]    |
| 2007 | Fiori                              | [Архівовано 17 червня 2015 у Wayback Machine.]    |
| 2008 | Sognando Chernobyl                 | [Архівовано 30 вересня 2016 у Wayback Machine.]   |
| 2011 | Non so più cosa fare               | [Архівовано 16 грудня 2015 у Wayback Machine.]    |
| 2013 | Io non ricordo (da quel giorno tu) | [Архівовано 6 вересня 2020 у Wayback Machine.]    |
| 2016 | Amami amami                        | [Архівовано 29 листопада 2016 у Wayback Machine.] |
| 2016 | E' l'amore                         | [Архівовано 2 березня 2017 у Wayback Machine.]    |
| 2016 | Se Mi Ami Davvero                  | [Архівовано 22 березня 2017 у Wayback Machine.]   |
| 2016 | Prisencolinensinainciusol          | [Архівовано 18 червня 2017 у Wayback Machine.]    |
| 2017 | A un passo da te                   | [Архівовано 5 липня 2017 у Wayback Machine.]      |
| 2017 | Ma che ci faccio qui               | [Архівовано 5 липня 2018 у Wayback Machine.]      |
| 2017 | Eva                                | [Архівовано 18 листопада 2017 у Wayback Machine.] |
| 2021 | Niente è Andato Perso              | [Архівовано 7 грудня 2021 у Wayback Machine.]     |

## Дуети
- З Анітою Траверсі: Piccola — Ritorna lo shimmy — Gilly — Coccolona
- З Піладе: Un po' di vino
- З Доном Бакі: La carità
- З Клаудією Морі: 30 donne del west — La coppia più bella del mondo — Pay, pay, pay — Non succederà più — No sucederá más — Seguirò Chi Mi Ama
- З Міною: Acqua e sale — Brivido felino — Che t'aggia di' — Dolce fuoco dell'amore — Io non volevo — Messaggio d'amore — Sempre sempre sempre — Specchi riflessi (альбом Mina Celentano, 1998); Amami amami — È l'amore — Se mi ami davvero — Ti lascio amore — A un passo da te (ragione e sentimento) — Non mi ami — Ma che ci faccio qui — Sono le tre — Come un diamante nascosto nella neve — Prisencolinensinainciusol (альбом Le migliori, 2016); Eva (збірка Tutte le migliori, 2017); Niente è andato perso (збірка MinaCelentano — The Complete Recordings, 2021)
- З Б'яджо Антоначчі: L'emozione non ha voce (збірка Il Cuore, La Voce, 2001)
- З Надою: Il figlio del dolore (альбом Esco di rado e parlo ancora meno, 2000)
- З Джанні Беллою: Amami presto (альбом Il profumo del mare, 2001)
- З Сезарією Еворою: Quel casinha, римейк Il ragazzo della via Gluck (альбом C'è sempre un motivo, 2004)
- З Полом Анкою: Oh, Diana, співають італійською (збірка Unicamente Celentano, 2006)
- З Фіореллою Манноєю: Un bimbo sul leone (альбом Fiorella, 2014)
- З Марко Менгоні: La Casa Azul (альбом Atlantico, 2018)

## Участь в музичних конкурсах, нагороди та номінації

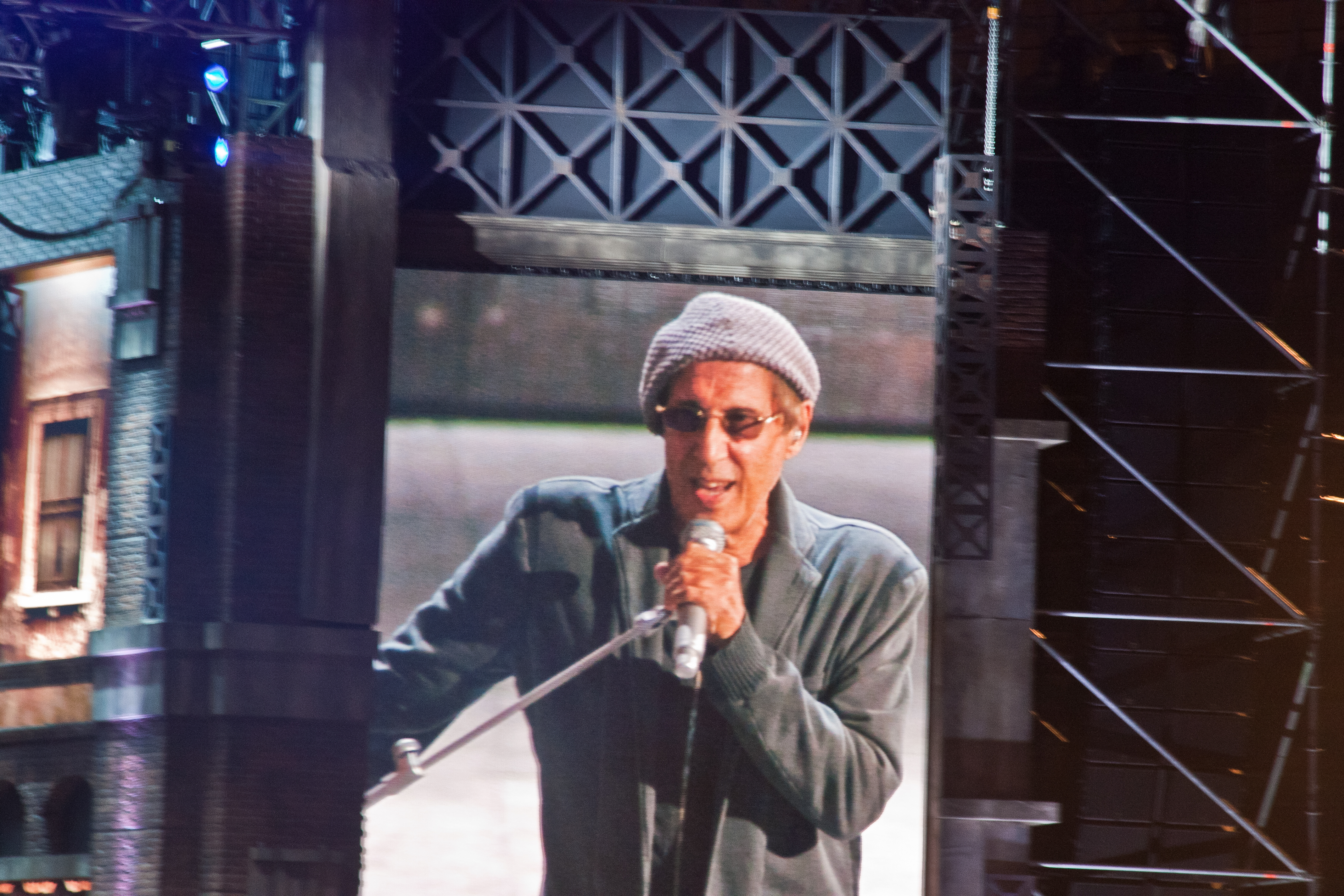
Челентано на концерті «Rock Economy» (2012)

| Рік  | Конкурс                                      | Пісня/Альбом                     | Результат |
| ---- | -------------------------------------------- | -------------------------------- | --------- |
| 1957 | Перший італійський фестиваль рок-н-ролу      | Ciao ti dirò                     | —         |
| 1958 | Адріатичний фестиваль легкої музики в Анконі | Il tuo bacio è come un rock      | Перемога  |
| 1961 | Canzonissima                                 | Nata per me                      | Перемога  |
| 1961 | Фестиваль Санремо                            | Ventiquattromila baci            | Частково  |
| 1962 | Кантаджіро                                   | Stai lontana da me               | Перемога  |
| 1966 | Фестиваль Санремо                            | Il ragazzo della via Gluck       | —         |
| 1967 | Кантаджіро                                   | Tre passi avanti                 | —         |
| 1968 | Фестиваль Санремо                            | Canzone                          | 3-є місце |
| 1970 | Фестиваль Санремо                            | Chi non lavora non fa l'amore    | Перемога  |
| 1970 | Кантаджіро                                   | Viola                            | —         |
| 1973 | Фестиваль Санремо                            | L'unica chance                   | —         |
| 2001 | Italian Music Awards                         | Esco di rado e parlo ancora meno | Номінація |
| 2004 | Фестиваль Санремо                            | гість                            | —         |

## Челентано у творах інших виконавців
Завдяки великій популярності Челентано в Радянському Союзі, яка зробила істотний вплив на радянську культуру, в результаті цього у ній виникали деякі алюзії на творчість артиста. У репертуарі актора і музиканта Ігоря Скляра була жартівлива пісня «Портрет Челентано». У тексті пісні «Сьогодні в нашому клубі» рок-гурту «Динамік» є рядки: «Ти любиш ананаси і банани, і любиш пісні Челентано». Композиція, присвячена Челентано, була в репертуарі московського гурту «Телефон» (є своєрідною пародією на пісню «Soli»). Жартівлива пісня «Челентано» є у автора-виконавця Вероніки Доліної. Співак згадується в композиціях «Дачні романи» і «Людина-магнітофон» Валерія Леонтьєва.
У 2016 році в інтернеті з'явилася пісня про Степана Бандеру, присвячена 107-річчю з дня його народження, виконана в стилі пісні Челентано «Azzurro», яка згодом набрала велику популярність в мережі.